# Relazioni bilaterali tra Russia e Stati Uniti

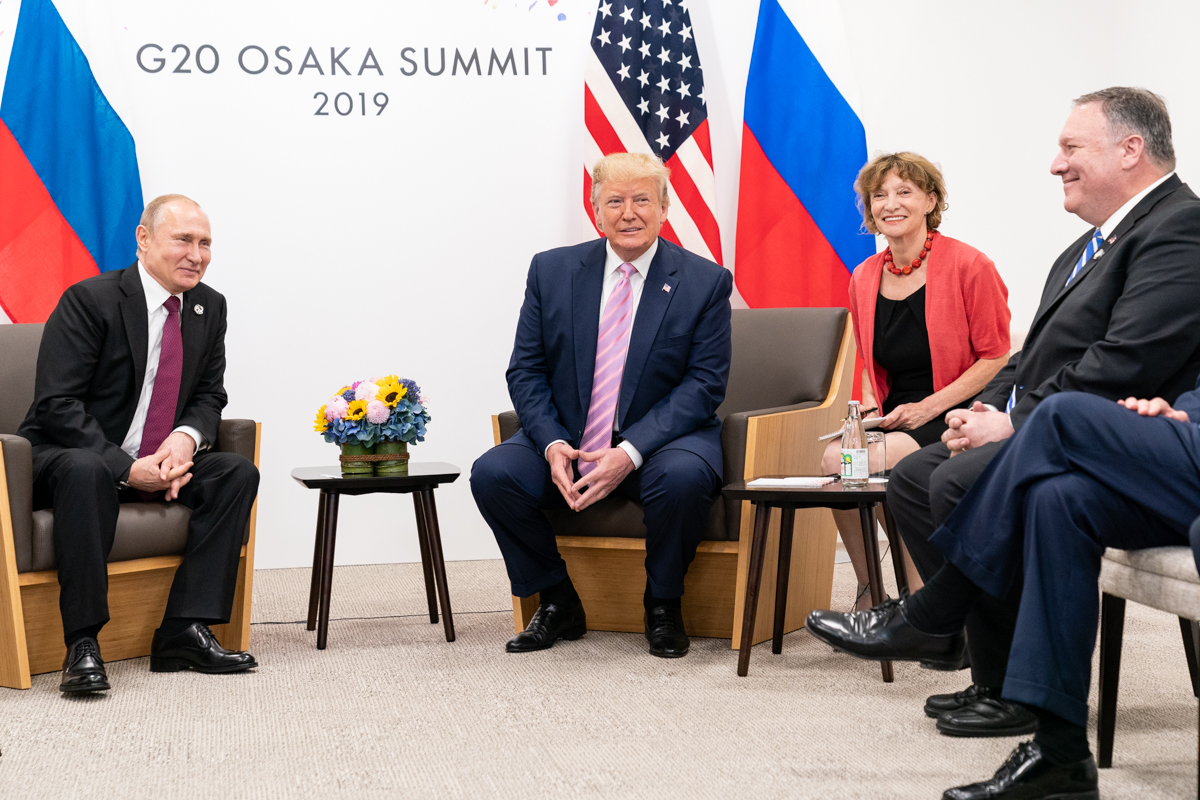
Il presidente statunitense Donald Trump (a destra) ed il presidente russo Vladimir Putin (a sinistra) al summit di Osaka del giugno del 2019.

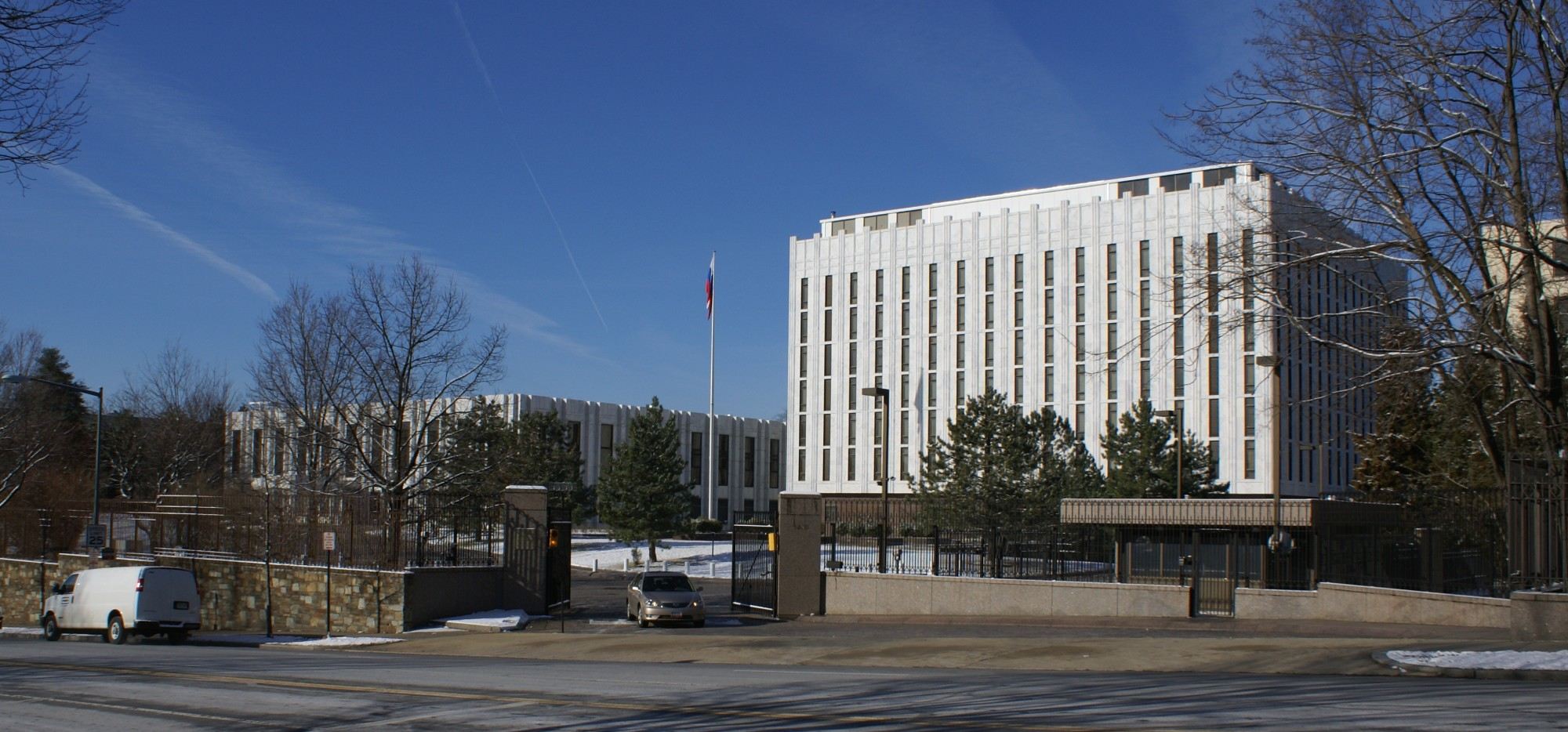
L'ambasciata russa negli Stati Uniti

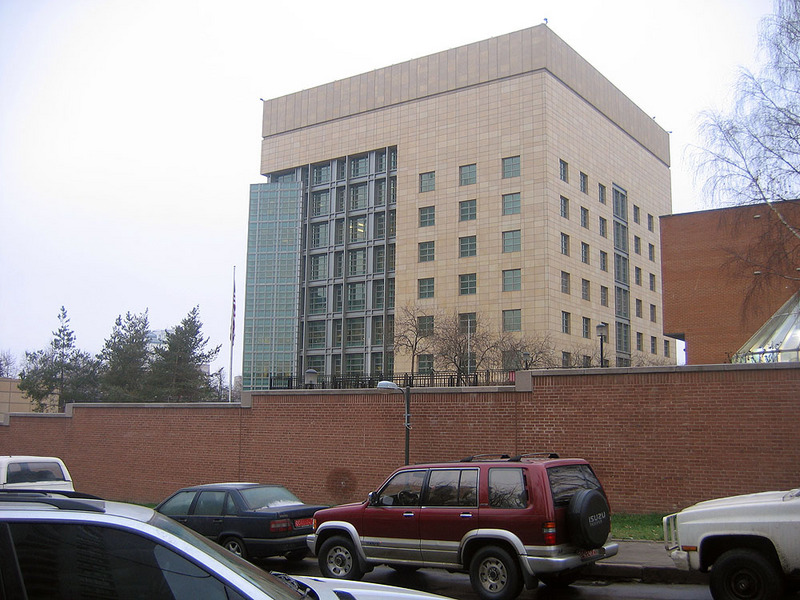
L'ambasciata statunitense in Russia.

Le relazioni bilaterali tra Russia e Stati Uniti d'America (1991-oggi) furono successive tra l'Impero russo e Stati Uniti (1776-1922) e a quelle tra l'Unione Sovietica e Stati Uniti (1922-1991). Le relazioni tra i due paesi rimasero generalmente buone sotto la presidenza di Boris El'cin (1991–99) sino a quando la NATO non decise di bombardare la Jugoslavia nella primavera del 1999, e da allora si sono deteriorate significativamente. Nel 2014, le relazioni sono peggiorate per la crisi diplomatica, per l'annessione della Crimea alla Russia nel 2014, per l'intervento militare russo nella guerra civile siriana e, sul finire del 2016, per la supposta interferenza russa nelle elezioni presidenziali statunitensi del 2016. Tra i due paesi persistono ancora oggi delle sanzioni economiche imposte per la crisi ucraina del 2014.

## Confronto tra le due nazioni
| Nome                          | Russia | Stati Uniti |
| Nome ufficiale                | Federazione Russa | Stati Uniti d'America |
| ----------------------------- | --- | --- |
| Stemma/Sigillo                | | |
| Bandiera                      | Russia (bandiera) | Stati Uniti (bandiera) |
| Area                          | 17.124.442 km² (inclusa la Crimea) | 9.526.468 km² |
| Popolazione                   | 146.512.911 | 336.139.233 |
| Densità di popolazione        | 8,4/km2 | 32,8/km2 |
| Capitale                      | Mosca | Washington |
| Principali aree metropolitane | Mosca (12.600.000 di abitanti) | New York (8.400.000 di abitanti) |
| Governo                       | Repubblica federale semi-presidenziale | Repubblica federale presidenziale |
| Lingua                        | Russo | Inglese (americano) |
| Moneta                        | Rublo russo | Dollaro statunitense |
| Reddito pro capite            | 29.267 dollari | 65.111 dollari |
| Spese militari                | 61.4 miliardi di dollari | 649 miliardi di dollari |
| Grandezza dell'esercito       | Esercito russo - 12.950 carri armati - 27.038 veicoli armati - 6083 artiglieria autopropellente - 4465 artiglieria - 3860 lanciarazzi                                                                                                 | Esercito statunitense - 6289 carri armati - 39.253 veicoli armati - 1465 artiglieria autopropellente - 2740 artiglieria - 1366 lanciarazzi |
| Grandezza della marina        | Marina russa Forza totale: 603 navi - 1 portaerei - 16 distruttori - 10 fregate - 79 corvette - 62 sottomarini - 41 navi da pattuglia - 48 dragamine                                                                                  | Marina statunitense Forza totale: 490 navi - 20 portaerei - 91 distruttori - 0 fregate - 19 corvette - 66 sottomarini - 13 navi da pattuglia - 11 dragamine                                                                                      |
| Grandezza dell'aviazione      | Aviazione russa Forza totale: 4163 elementi - 873 aerei da combattimento - 742 aerei per attacchi speciali - 424 trasporti - 497 aerei da allenamento - 127 aerei per missioni speciali - 1522 elicotteri - 531 elicotteri da attacco | Aviazione statunitense Forza totale: 13.264 elementi - 2085 aerei da combattimento - 715 aerei per attacchi speciali - 945 trasporti - 2643 aerei da allenamento - 742 aerei per missioni speciali - 5768 elicotteri - 967 elicotteri da attacco |
| Testate nucleari (totali)     | 6500 (2019) | 6185 (2019) |
| Alleanza economica            | BRICS, Unione Economica Eurasiatica | Organizzazione per la cooperazione e lo sviluppo economico |
| Alleanza militare             | Organizzazione del trattato di sicurezza collettiva | NATO |

Capi dell'Unione Sovietica e degli Stati Uniti dal 1991 ad oggi.

## Prima della nascita della Federazione russa

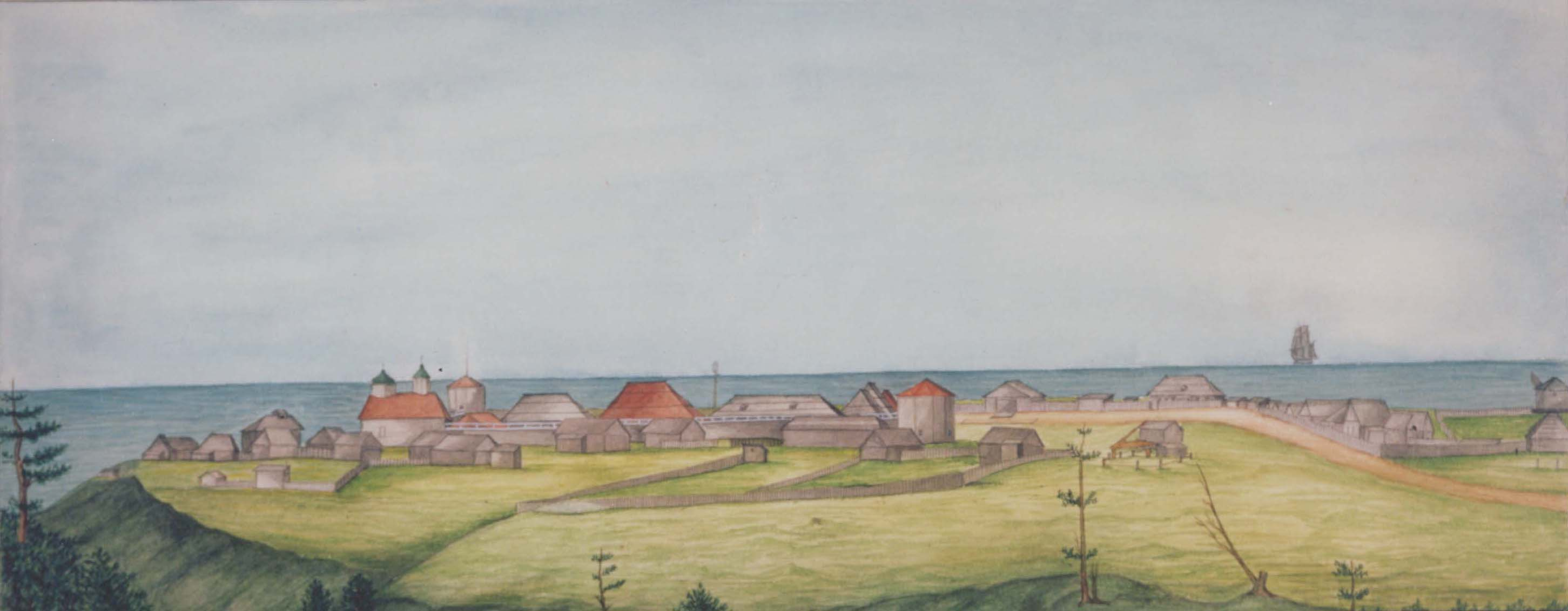
Fort Ross, insediamento russo in California, 1841, dipinto di Il'ja Gavrilovič Voznesenskij.

I primi contatti ufficiali tra Impero russo e gli Stati Uniti ebbero inizio nel 1776. La Russia, formalmente, si mantenne neutrale nel corso della rivoluzione americana (1765–1783), pur favorendo segretamente gli statunitensi.
Piene relazioni diplomatiche vennero stabilite a partire dal 1809. Nel 1863, durante la guerra civile americana (1861–1865), la marina imperiale russa rimase nel Pacifico e nell'Atlantico. Alcuni storici ritengono che questo sia stato un deterrente per evitare l'ingresso di Gran Bretagna e Francia nel conflitto, dalla parte dei Confederati sudisti. Anche in questo conflitto ad ogni modo la Russia si mantenne neutrale. La Russia fu sicuramente favorevole agli americano quando vendette loro l'Alaska nel 1867 per la somma di 7.200.000 di dollari. Sulla fine del XIX secolo, l'opinione pubblica americana iniziò comunque a preoccuparsi delle proprie relazioni con la Russia in relazione ad alcuni pogrom compiuti da essa nei territori dell'impero russo e questo fu uno dei motivi per cui poi gli Stati Uniti ritardarono il loro ingresso nella prima guerra mondiale al fianco della Russia contro la Germania. Questo fu possibile quando lo zar Nicola II di Russia venne detronizzato nel febbraio del 1917. Il Trattato di Portsmouth (1905), promosso dal presidente statunitense Theodore Roosevelt, pose fine alla guerra russo-giapponese. La Russia ne uscì umiliata e sconfitta, mentre Roosevelt ottenne il premio Nobel per la pace.
Dal 1820 al 1917, circa 3.300.000 di immigrati giunsero negli Stati Uniti dall'Impero russo. Molti di questi erano ebrei e polacchi, mentre solo 100.000 di essi erano etnicamente russi.

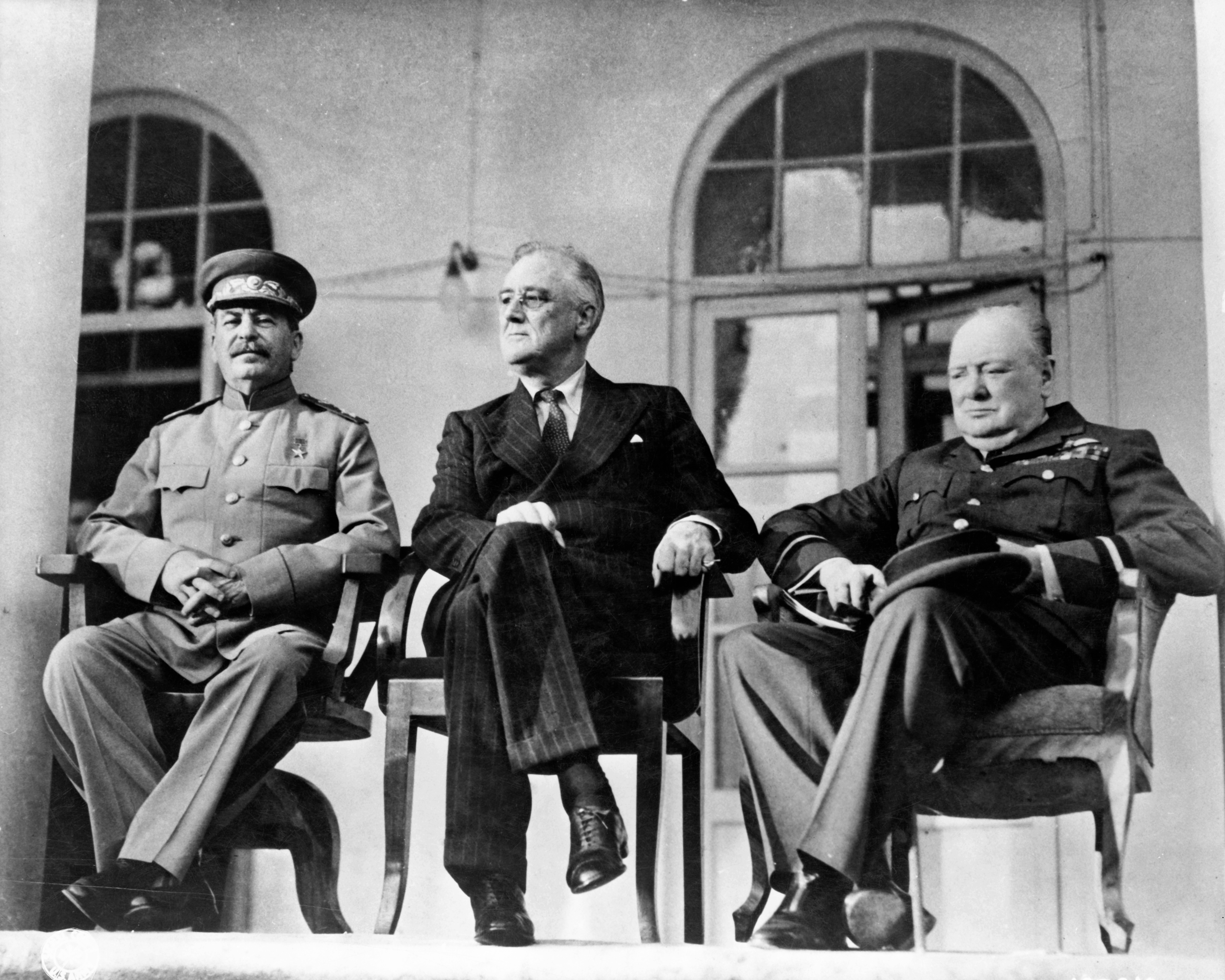
Il primo ministro inglese Winston Churchill, il presidente statunitense Franklin D. Roosevelt e il leader sovietico Iosif Stalin a Teheran, in Iran nel novembre del 1943.

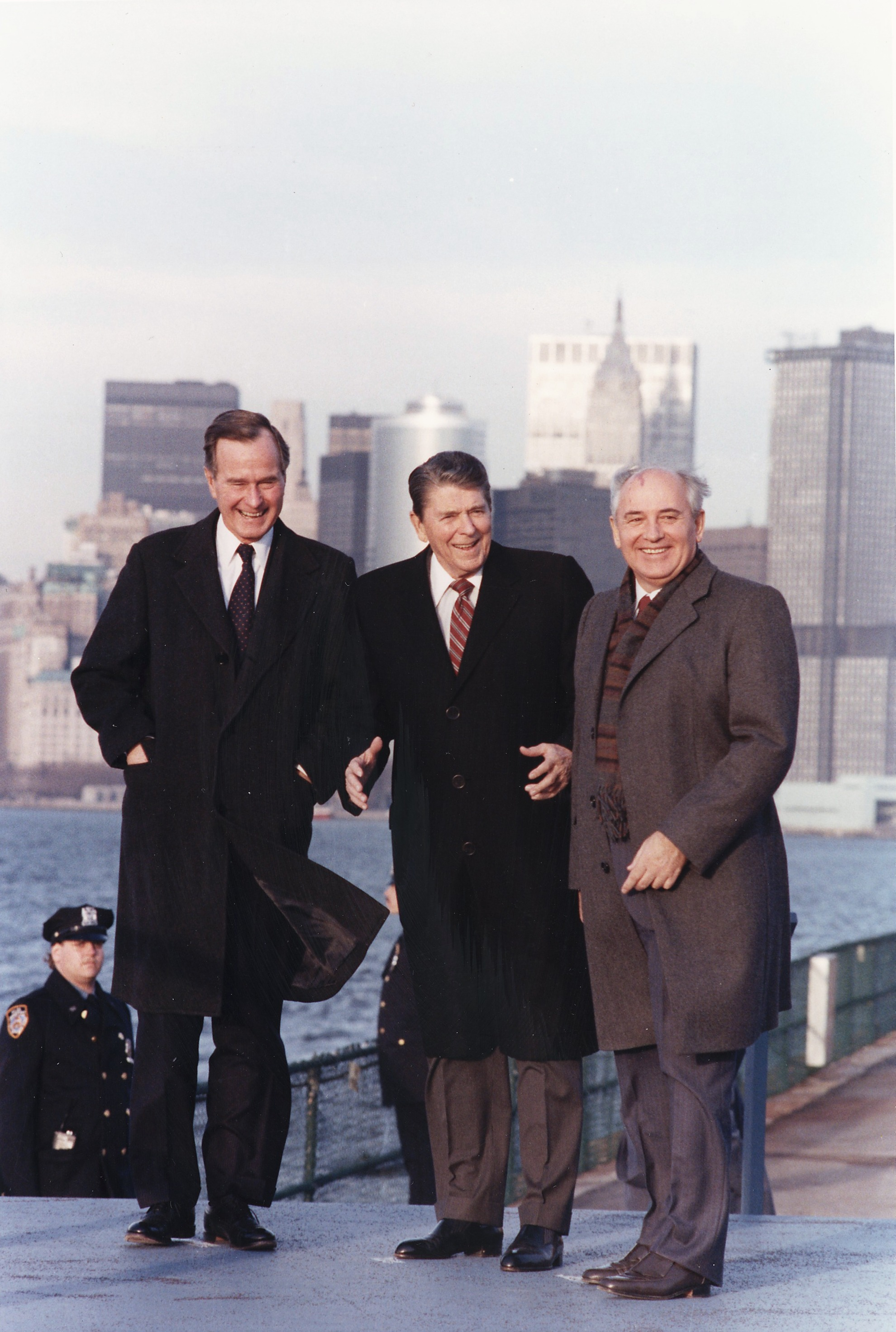
I presidenti statunitensi Ronald Reagan e George H. W. Bush col leader sovietico Michail Gorbačëv a New York, 1988.

Gli Stati Uniti presero parte all'intervento alleato contro i Bolscevichi durante la guerra civile russa dall'agosto del 1918, operando nella Russia orientale. A seguito della vittoria dei Bolscevichi nella guerra civile ed alla nascita dell'Unione Sovietica sul finire del 1922, gli Stati Uniti iniziarono a sviluppare dei legami economici con le principali potenze mondiali ma continuarono a rifiutarsi di riconoscere formalmente il governo sovietico, Gli Stati Uniti e l'Unione Sovietica stabilirono relazioni diplomatiche solo a partire dal novembre del 1933.
Stati Uniti e Unione Sovietica furono due delle quattro principali potenze alleate contro le forze dell'Asse durante la seconda guerra mondiale. Con l'apertura della Guerra Fredda nel 1947, il Trattato nordatlantico venne siglato da Stati Uniti, Canada e dalle principali nazioni europee a Washington il 4 aprile 1949, trattato che portò alla fondazione della NATO, per una sicurezza collettiva contro l'Unione Sovietica.
Il primo trattato bilaterale tra Stati Uniti ed Unione Sovietica fu una convenzione consolare firmata a Mosca nel giugno del 1964. Nel 1975, venne firmato l'atto finale degli accordi di Helsinki che de facto portò al riconoscimento della predominanza dell'Unione Sovietica nell'Europa orientale ed all'accettazione dell'annessione dei paesi baltici da parte della Russia, avvenuta nel 1940. Tale atto contribuirà poi alla fine della Guerra Fredda.
Negli anni '70 e '80 Stati Uniti e Russia cercarono di raggiungere accordi per la riduzione degli armamenti, in particolare di quelli nucleari che entrambe le potenze possedevano in ingenti quantità.
Sul finire degli anni '80 iniziò la Perestrojka di Michail Gorbačëv per il progressivo abbandono della politica del regime comunista in Russia e questo segnò l'inizio di un riavvicinamento tra le due nazioni.
Il 3 dicembre 1989, Gorbačëv ed il presidente statunitense George H. W. Bush dichiararono terminata la Guerra Fredda durante il summit di Malta; le successive intese, raggiunte a Mosca nel 1990, prevedevano che la NATO non avrebbe riempito il vuoto militare ad Est provocato dallo scioglimento del Patto di Varsavia.

## Storia

### Dallo scioglimento dell'Unione Sovietica alla fine della presidenza di El'cin (1991–1999)
Il 25 dicembre 1991, l'Unione Sovietica venne sciolta e gli stati che facevano parte della sua federazione ottennero quindi l'indipendenza. L'ex URSS divenne una repubblica federale a tutti gli effetti ed iniziò la propria transazione verso un ideale di stato democratico. Le relazioni tra Russia e Stati Uniti rimasero generalmente buone sotto la presidenza del primo presidente russo Boris El'cin e sotto i mandati presidenziali di George H. W. Bush e poi di Bill Clinton negli anni '90. Nel 1993, entrambi i governi firmarono l'accordo START II per una ulteriore riduzione degli armamenti, in particolare quelli a gittata intercontinentale; il trattato, pur sottoscritto da ambo i paesi, non venne mai implementato e venne formalmente abbandonato nel 2002, a seguito del ritiro degli Stati Uniti dal Trattato anti missili balistici del 1972.

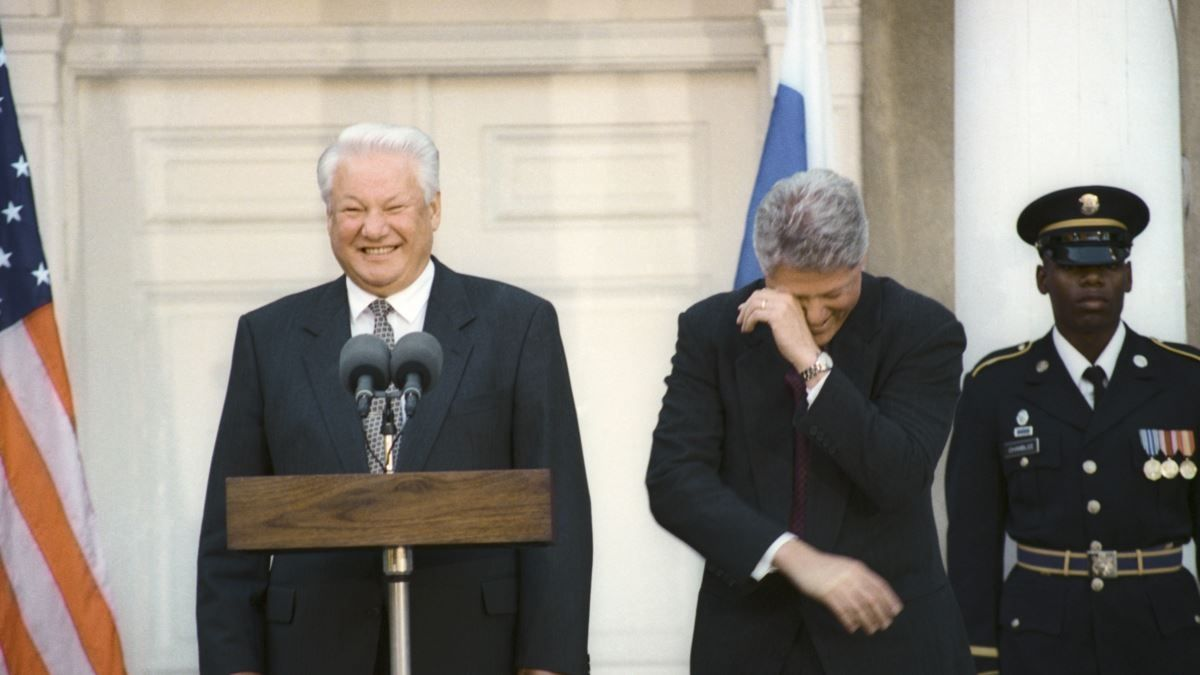
Il presidente americano Bill Clinton ed il presidente russo Boris El'cin scherzano alla Casa Bianca nell'ottobre del 1995.

Alla fine degli anni '90, le relazioni tra Russia e Stati Uniti iniziarono a compromettersi perché Mosca divenne sempre più sospettosa circa le intenzioni del governo di Washington per una possibile espansione ad est dei paesi della NATO. La Russia del resto si oppose fermamente al bombardamento NATO della Jugoslavia, guidato dagli Stati Uniti, iniziato alla fine di marzo del 1999. Nel dicembre del 1999, mentre si trovava in visita in Cina, il presidente Boris El'cin si contrappose decisamente alle parole del presidente Bill Clinton che aveva criticato le tattiche adottate dalla Russia nella Cecenia (all'inizio della seconda guerra cecena) ricordando enfaticamente che la Russia era ancora una superpotenza nucleare.

### Dalla prima presidenza di Putin alla fine del secondo mandato di George W. Bush (2000–2009)
Durante la prima presidenza di Vladimir Putin, che ebbe inizio alla fine del 1999, e quella del presidente statunitense George W. Bush, iniziarono dei disaccordi seri tra Stati Uniti e Russia. Sotto Putin, la Russia divenne una potenza più impegnata negli affari internazionali; sotto Bush, gli Stati Uniti iniziarono una politica estera più unilaterale in forza degli attacchi dell'11 settembre.
Le leadership russa accusò degli ufficiali statunitensi di aver incoraggiato delle rivolte anti-russe nella rivoluzione delle rose in Georgia nel 2003 e nella rivoluzione arancione in Ucraina l'anno successivo, fatti che vennero visti dall'amministrazione di Putin come un'ingerenza nella sfera geografica d'interesse della Russia.

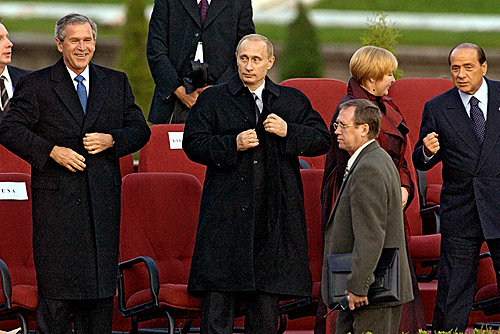
La Russia si oppose strenuamente all'invasione dell'Iraq del 2003 guidata dagli Stati Uniti.

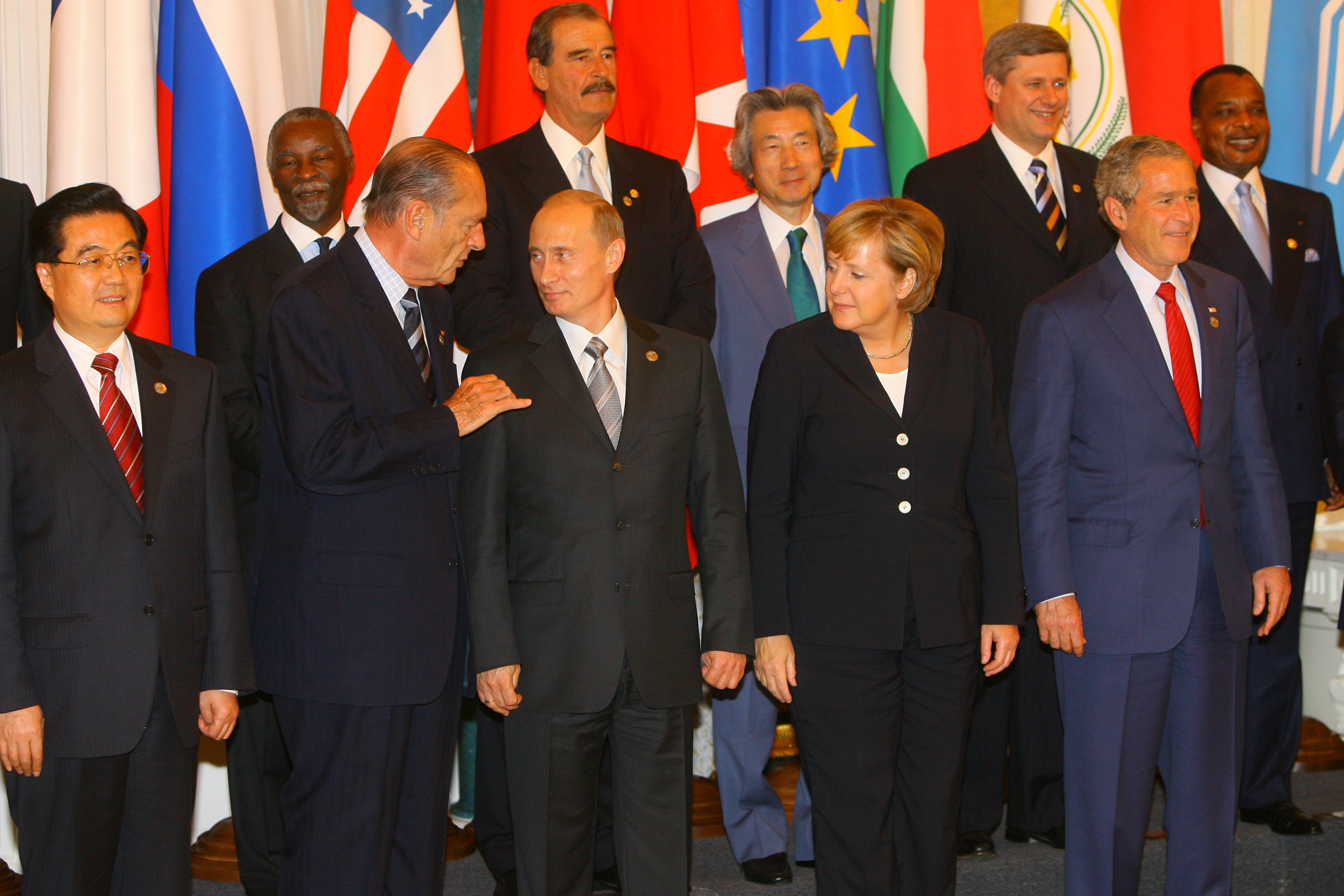
Vladimir Putin con George W. Bush ed altri leader occidentali al G8 di Mosca del luglio del 2006.

Ad ogni modo, Putin e Bush riuscirono a stabilire relazioni personali ottime.
Nel 2002, gli Stati Uniti si ritirarono dal Trattato anti missili balistici per favorire un nuovo sistema di difesa missilistica per il loro stato. Putin definì la decisione presa dagli Stati Uniti come un grosso errore. La Russia si oppose fermamente nel 2003 all'invasione dell'Iraq, sebbene decise di non esercitare il proprio veto al consiglio di sicurezza delle Nazioni Unite. La Russia guardava con sospetto infatti l'espansione della NATO all'interno dell'ex blocco orientale, mentre gli Stati Uniti cercavano a tutti i costi un accesso nell'Asia Centrale così da avere accesso alle locali fonti di petrolio e gas naturale, penetrando però nella sfera d'influenza russa.

#### Controversia per la costruzione di una stazione missilistica statunitense in Polonia (2007-2008)
Nel marzo del 2007, gli Stati Uniti annunciarono un piano per costruire una stazione di difesa missilistica in Polonia, assieme ad una stazione radar in Repubblica Ceca. I due stati erano stati membri del patto di Varsavia e gli Stati Uniti dichiararono a tal proposito che l'idea era solo quella di aumentare la protezione per l'Europa in caso di attacchi missilistici provenienti dall'Iran o dalla Corea del Nord. Ad ogni modo, la Russia vide tale atto come una potenziale minaccia e per risposta iniziò dei test per missili balistici intercontinentali (gli RS-24), anch'essi formalmente per questioni difesa internazionale.
Nell'ottobre del 2007, Vladimir Putin fece visita all'Iran per discutere del nuovo programma nucleare avviato dalla nazione araba ed "insistere sul fatto che l'uso della forza era inaccettabile." Il 17 ottobre, Bush disse ai russi "se è vero siete interessati ad evitare una terza guerra mondiale, comunque volete fornire a loro [iraniani] le conoscenze necessarie per realizzare un'arma nucleare". Una settimana più tardi Putin comparò pubblicamente il piano degli Stati Uniti di porre una difesa missilistica al confine con la Russia alla distesa dei missili sovietici a Cuba che portò poi ad una crisi missilistica.
Nel febbraio del 2008, Vladimir Putin si disse disposto a considerare l'uso di alcuni missili del proprio sistema difensivo se fosse stato necessario. In particolare egli considerò l'idea di rivolgerli sull'Ucraina se vi fosse stata l'idea della NATO di costruire in quel territorio delle basi missilistiche.
Nel luglio del 2008, la Russia ruppe gli indugi dicendo chiaramente che se gli Stati Uniti avessero dispiegato il loro scudo missilistico al confine russo, la Russia avrebbe agito militarmene secondo le parole del ministro degli esteri di Putin. Successivamente, l'ambasciatore russo presso le Nazioni Unite, Vitalij Čurkin, precisò che l'uso di "mezzi militari-tecnici" non avrebbe implicato necessariamente un'azione militare, ma piuttosto un cambiamento della posizione strategica della Russia, portata quindi a spiegare le proprie testate missilistiche.
Il 14 agosto 2008, gli Stati Uniti e la Polonia raggiunsero l'accordo per piazzare dieci missili intercettori (realizzati dalla Orbital Sciences Corporation) sul territorio polacco come parte dello scudo missilistico progettato per difendere l'Europa e gli Stati Uniti da possibili attacchi provenienti dall'Iran. La stessa Polonia sarebbe stata dotata a spese degli Stati Uniti di una batteria di missili MIM-104 Patriot, diretta almeno nella prima fase del loro arrivo da personale qualificato americano. Anche la Repubblica Ceca raggiunse l'accordo con gli Stati Uniti per la stazione radar per quanto un sondaggio pubblico avesse evidenziato come solo il 18% della popolazione fosse d'accordo a supportare questo piano. Dopo il raggiungimento dell'accordo, il governo russo fece sapere di essere intenzionato ad aumentare le proprie difese al confine, minando così le relazioni bilaterali con l'America.
Nel novembre del 2008, il giorno dopo l'elezione di Obama a presidente statunitense, il presidente russo Dmitrij Medvedev nel suo discorso annuale all'Assemblea Federale russa annunciò il suo piano per dispiegare dei missili a corto raggio Iskander presso Kaliningrad, al confine con la Polonia, se gli Stati Uniti avessero proseguito col loro progetto di scudo missilistico.

#### Scontro russo-georgiano (agosto 2008)
Nell'agosto del 2008, le relazioni bilaterali tra Russia e Stati Uniti peggiorarono ulteriormente quando la Russia e la Georgia combatterono una guerra di cinque giorni sulle autoproclamate repubbliche dell'Ossezia del sud e dell'Abkazia.

### Dalla prima presidenza di Obama all'elezione di Trump (2009–16)

#### Il "reset" di Obama e Medvedev (2009–11)

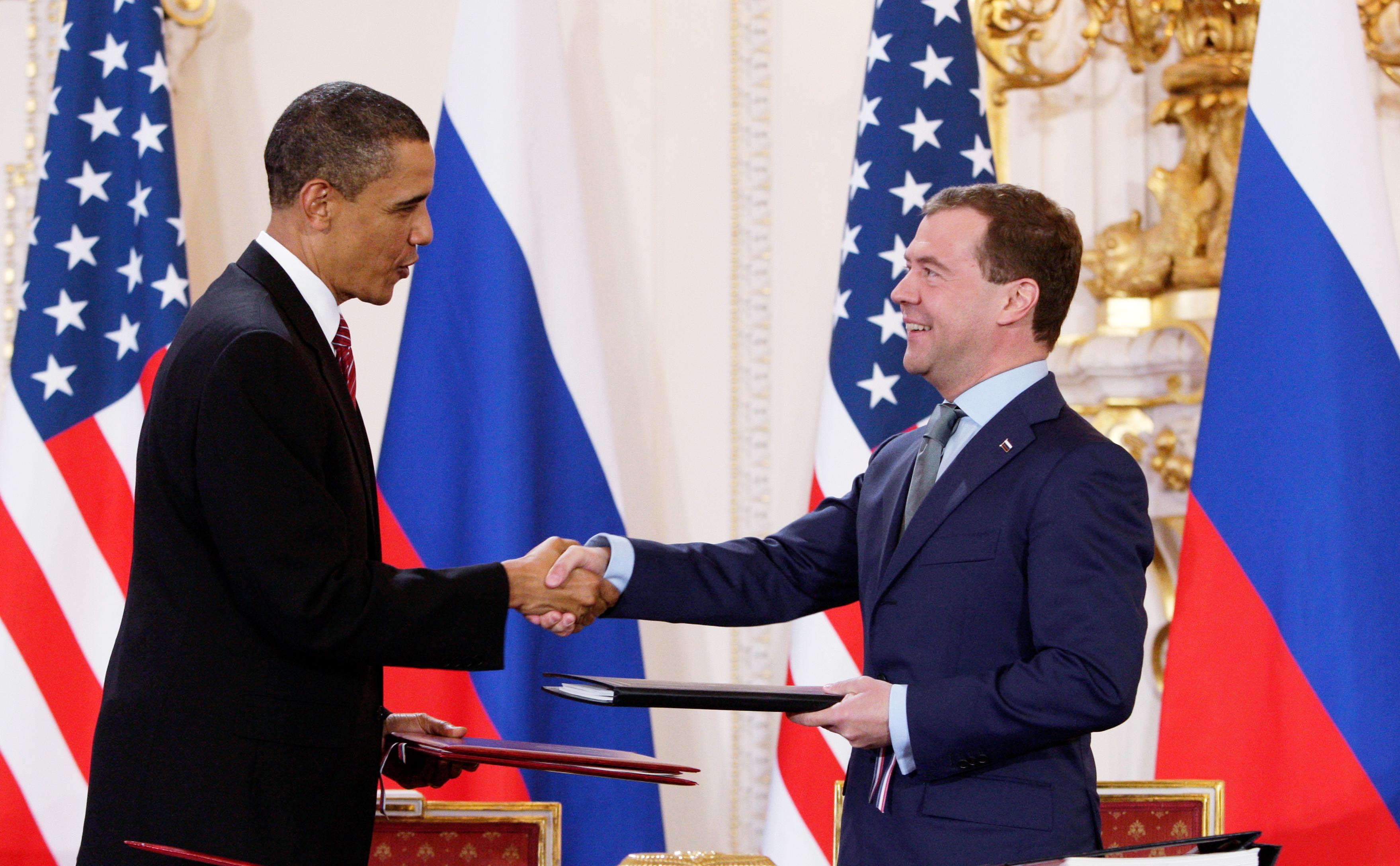
Il presidente statunitense Barack Obama ed il presidente russo Dmitrij Medvedev dopo la firma del trattato New START.

Malgrado le relazioni tra Russia e Stati Uniti rimasero calde durante l'amministrazione Bush, il presidente russo Dmitrij Medvedev (in carica dal maggio del 2008 al maggio del 2012, con Vladimir Putin quale capo del governo) ed il presidente statunitense Barack Obama iniziarono un rapporto più ravvicinato dal summit del G20 di Londra del 2009 rilasciando una dichiarazione rivolta a trovare una "nuova ripartenza" nelle relazioni tra Russia e Stati Uniti. L'accordo prevedeva inoltre che l'Iran abbandonasse il proprio programma nucleare e permettesse a ispettori stranieri di verificare i propri impianti.
Nel marzo del 2009, il segretario di stato statunitense Hillary Clinton e la sua controparte russa Sergej Lavrov premettero simbolicamente un bottone "reset" per segnare l'inizio di quella che doveva essere una nuova era.
Nel luglio del 2009, Obama si portò in visita a Mosca dove ebbe degli incontri col presidente Medvedev e col primo ministro Putin. Obama disse per l'occasione in un discorso alla New Economic School: "L'America vuole una Russia forte, pacifica e prospera. Questo nostro credo si vede nel rispetto che abbiamo per il popolo russo e per la parte di storia che abbiamo condiviso che va ben oltre la competizione." Il giorno successivo alla visita di Obama a Mosca, il vicepresidente statunitense Joe Biden, fece notare come gli Stati Uniti stessero "molto sottostimando la mano che andavano a stringere", parole che vennero pubblicate poco dopo la sua visita in Ucraina ed in Georgia e che vennero interpretate dal giornalista George Friedman come lo "riaffermare il fatto che la Russia non abbia diritto ad una sfera d'influenza in quei paesi [Ucraina e Georgia] né in qualsiasi altra parte dell'ex Unione Sovietica"; Friedman aggiunse inoltre: "abbiamo ragione di sospettare che i russi vogliano tornare sul palco della storia".
Nel marzo del 2010, gli Stati Uniti e la Russia raggiunsero anche un accordo per ridurre i loro armamenti nucleari. Questa nuova riduzione (chiamata New START) venne siglato dal presidente Obama e dal presidente Medvedev l'8 aprile 2010. L'accordo ridusse notevolmente gli armamenti nucleari che passarono a 1500 dai 1700 e 2200 che erano rispettivamente secondo il trattato di Mosca del 2002. Il New START andò a rimpiazzare lo START I concordato nel 1991 e scaduto nel dicembre del 2009.

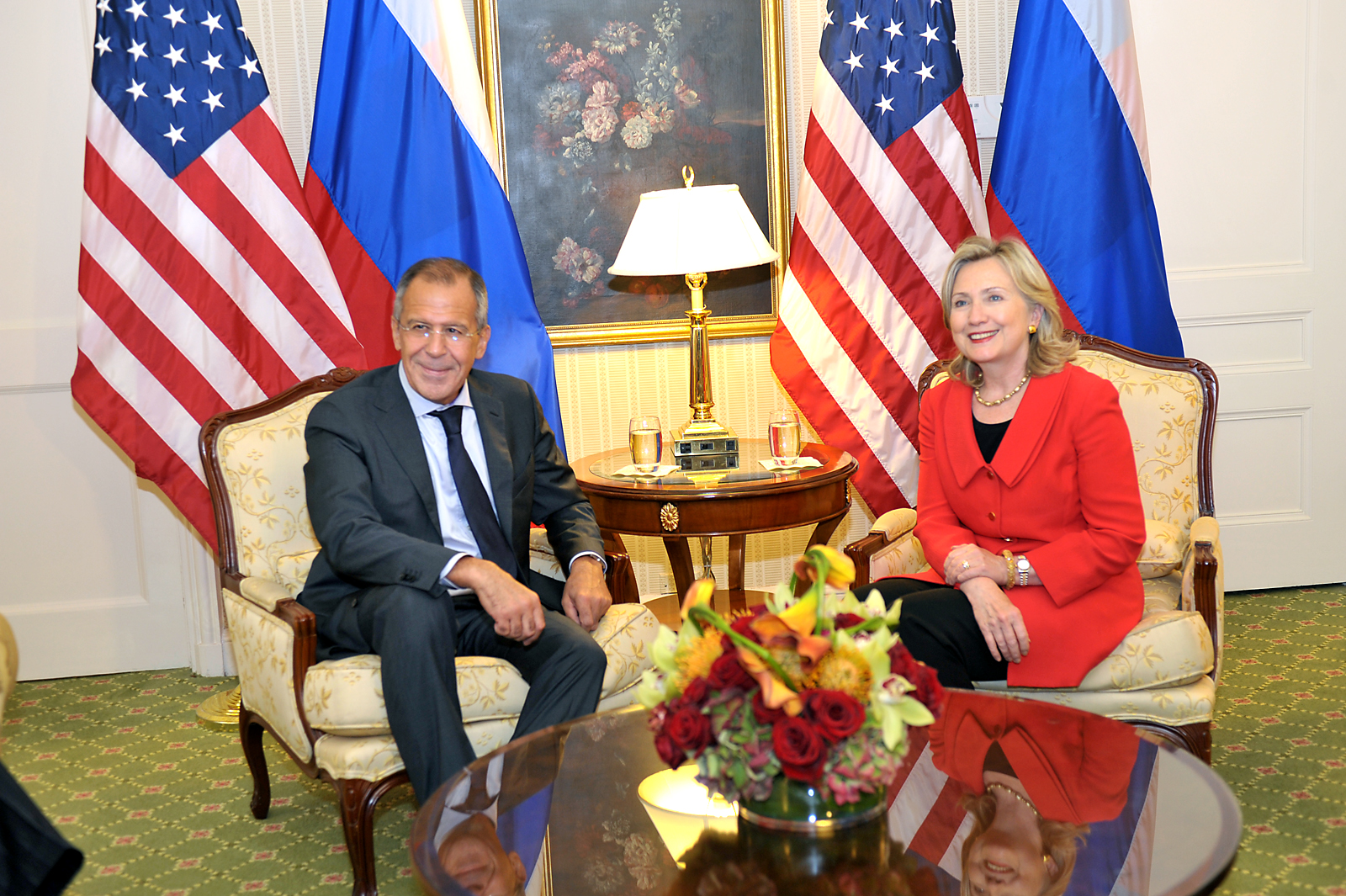
Il segretario di stato statunitense Hillary Clinton col ministro degli esteri russo Sergej Lavrov al Waldorf Astoria New York nel settembre del 2010

Nella sua visita a Mosca nel marzo del 2011, il vicepresidente statunitense Joe Biden ripropose il supporto di Washington all'ingresso della Russia nella Organizzazione mondiale del commercio; egli ebbe anche un incontro con il leader russo per i diritti umani ed i leader dell'opposizione al governo presso la residenza dell'ambasciatore statunitense in Russia, la Spaso House, dove gli americani espressero la possibilità che Putin non concorresse alle elezioni russe per il 2012 per il bene dello stato e delle relazioni internazionali.
Con l'inizio delle proteste di massa che ebbero inizio in Russia dopo le elezioni legislative del dicembre del 2011, il primo ministro Vladimir Putin accusò gli Stati Uniti di aver interferito negli affari interni della Russia incitando le persone alla rivolta, dicendo specificatamente che il segretario di stato Hillary Clinton aveva lanciato "un segnale" ad "alcuni attori nel nostro paese"; i suoi commenti vennero visti come una volontà di rompere il "reset" inaugurato dall'amministrazione Obama.
Dal 2012, dunque, le relazioni tra i due paesi tornarono tese. Da un lato infatti le potenze occidentali guardavano con sospetto al progressivo allontanarsi della figura di Putin dalla democrazia in Russia, col rischio di una nuova dittatura sotto la forma di un governo di un solo uomo, mentre la Russia sul fronte opposto intendeva con Putin riottenere lo status di superpotenza mondiale in grado di competere direttamente con l'intera NATO, creando al suo interno schieramenti e divisioni per minarne la sopravvivenza.

#### L'inizio del terzo mandato di Putin. La "linea rossa" di Obama in Siria (2012–2015)
Poco dopo il ritorno al potere di Putin alla presidenza della Russia nel marzo del 2012, il portavoce della Casa Bianca, Jay Carney, disse che la cooperazione russo-americana era basata su interessi reciproci.
A metà settembre del 2013, gli Stati Uniti e la Russia raggiunsero un accordo per trovare e distruggere le armi chimiche in possesso della Siria; il presidente Obama dichiarò di accogliere positivamente l'accordo che venne poco dopo approvato dal consiglio di sicurezza delle Nazioni Unite con la risoluzione 2118. L'amministrazione Obama fu criticata per aver usato la questione delle armi chimiche come pretesto per evitare l'intervento militare che lo stesso Obama aveva promesso in caso di loro utilizzo da parte del regime siriano. Secondo la visione di George Robertson, come quella di tanti altri, il fallimento di Obama fu proprio quello di venire meno alla "linea rossa" che egli stesso aveva decretato in Siria ed aver perso di credibilità negli Stati Uniti, presso Putin e presso altri capi mondiali.
Nel luglio del 2015, Obama ringraziò personalmente Putin per il ruolo tenuto dalla Russia nei negoziati dell'accordo che avrebbe certamente portato giovamento ai due paesi ed al mondo intero.
A livello personale, le relazioni tra Obama e Putin vennero così definite da un osservatore esterno: "Difficilmente si sono visti due capi di Stato così a disagio l'uno alla presenza fisica dell'altro."

#### L'aumento delle tensioni (2012–2015)
Nel maggio del 2012, il generale russo Nikolaj Egorovič Makarov disse che vi era la possibilità di un attacco preventivo ai siti difensivi della NATO in Europa orientale, così da costringere gli Stati Uniti a cedere alle richieste pressanti della Russia. Nel luglio del 2012, due Tu-95 Bear vennero intercettati da aerei NORAD nella zona d'aria di difesa statunitense al largo della costa dell'Alaska, probabilmente con obbiettivo le aree militari di Fort Greely e della Vandenberg Air Force Base. Nell'agosto del 2012, venne rivelato che un sottomarino Akula aveva svolto una missione di controllo nel Golfo del Messico senza essere stato intercettato, ponendo l'allarme sulle capacità di guerra anti-sottomarine della marina statunitense.
Il 14 dicembre 2012, il presidente Barack Obama siglò il Magnitsky Act, che "[impose] delle restrizioni di viaggio e finanziarie a quanti in Russia avessero abusato dei diritti umani". Il 28 dicembre 2012, il presidente russo Vladimir Putin siglò una legge, vista da molti come conseguenza del primo atto, che impedì ai cittadini statunitensi di adottare bambini russi.
Il 12 febbraio 2013, alcune ore prima del discorso del presidente Obama, due bombardieri strategici Tupolev Tu-95, pare con armamento nucleare a bordo, si portarono nei pressi del territorio statunitense di Guam. Dei jet McDonnell Douglas F-15 Eagle di base localmente vennero chiamati ad intercettare i velivoli. Secondo fonti americane i due aerei, intercettati, si portarono in direzione nord abbandonando l'area.
Alla fine del 2013, la Russia annunciò il proprio riarmo con missili balistici intercontinentali di tipo RS-24 Jars.
Nel luglio del 2014, il governo degli Stati Uniti formalmente accusò la Russia di aver violato il trattato sulle testate nucleari del 1987 avendo testato dei missili cruise a medio raggio (di tipo R-500, una variazione degli Iskander) e minacciò conseguenze. I russi, del resto, sembra avessero anche già in test dei RS-26 Rubež di portata intercontinentale capaci di eludere le difese anti-balistiche.

#### Affare Edward Snowden (2013-oggi)

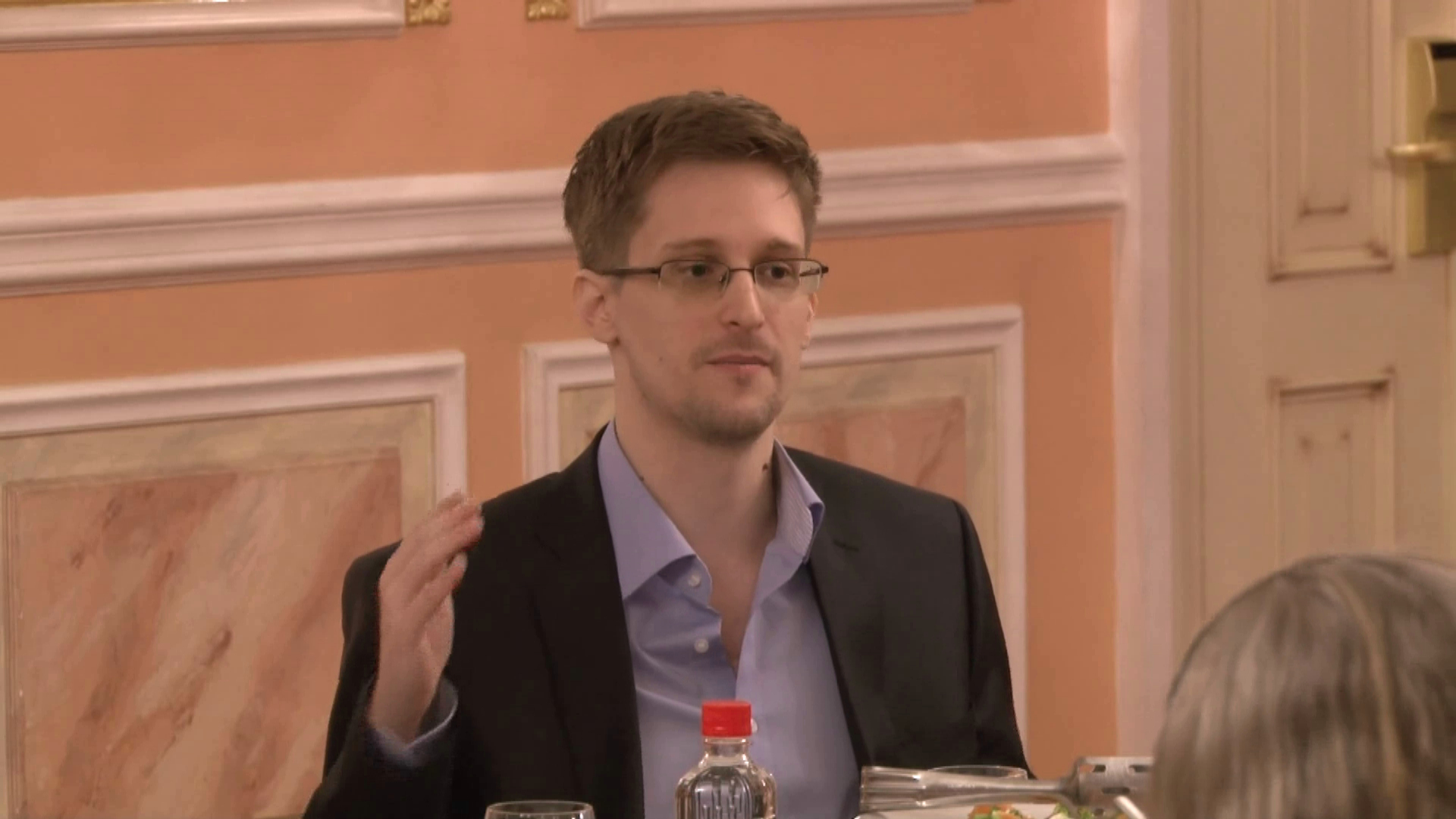
Snowden a Mosca nell'ottobre del 2013.

Edward Snowden, un informatico al servizio del governo statunitense, copiò e pubblicò centinaia di migliaia di pagine di documenti segreti del governo americano. Fuggì dapprima ad Hong Kong e quindi in Russia dove, nel luglio del 2013, gli venne garantito asilo politico. Egli venne formalmente incriminato dal governo statunitense di spionaggio e furto di proprietà governative.
La garanzia dell'asilo politico, ad ogni modo, non fece altro che aggravare le relazioni tra Russia e Stati Uniti e portarono alla cancellazione dell'incontro tra Obama e Putin previsto all'inizio di settembre del 2013 a Mosca. Snowden si trova ancora in Russia.

#### Crisi dell'Ucraina e sanzioni (2014–oggi)
A seguito del crollo del governo di Viktor Janukovyč in Ucraina nel febbraio del 2014, la Russia annetté la Crimea sulla base di un controverso referendum tenutosi il 16 marzo di quello stesso anno. Gli Stati Uniti convocarono subito il consiglio di sicurezza delle Nazioni Unite dichiarando il referendum svolto come illegale; sull'operazione vi fu il veto della Russia e l'astensione della Cina e di altri 13 membri del consiglio di sicurezza. Nel 2016, in un tribunale di Mosca, alcuni ex ufficiali dell'amministrazione di Janukovyč dichiararono che il crollo del governo, secondo la loro opinione, era stato un colpo di Stato organizzato e sponsorizzato dagli Stati Uniti. Il giornale russo Kommersant lo definì "il peggior colpo di Stato della storia"
Il segretario di stato statunitense John Kerry all'inizio di marzo del 2014, rispondendo ai giornalisti sulla questione della Crimea e della Russia, disse: "Questo è un atto di aggressione che è stato deliberatamente montato nei termini del pretesto. È un comportamento da XIX secolo nel XXI secolo, e non vi è dubbio che se la Russia persisterà in questo atteggiamento, i paesi del G8 si riuniranno." Il 24 marzo 2014, gli Stati Uniti e i loro alleati del forum politico del G8 decisero infatti di sospendere la Russia dalla partecipazione ai loro incontri. La decisione non ebbe conseguenze per la Russia che semplicemente ne prese atto.
Alla fine di marzo del 2014, il presidente Obama vietò ogni intervento in Ucraina ed ammise che ormai l'annessione russa della Crimea era difficile da evitare; ad ogni modo, egli indicò la Russia col termine di "potenza regionale" non ponendola quindi tra le minacce per gli Stati Uniti. Nel novembre del 2016, il presidente della Commissione Europea Jean-Claude Juncker disse a tal proposito: "Abbiamo molto da imparare sulla Russia, cose che ancora non conosciamo. Vorrei avere una discussione franca con la Russia. La Russia non è come ha detto il presidente Obama 'una potenza regionale'. È stato un grave errore di valutazione".
Quando nella primavera del 2014 si riaccesero le tensioni in Ucraina, le relazioni tra Stati Uniti e Russia peggiorarono ulteriormente. Il governo statunitense impose delle sanzioni punitive all'attività della Russia in Ucraina. Dopo che il presidente Obama ebbe annunciato che le sanzioni avrebbero colpito i rifornimenti energetici, il mercato e la difesa russa, Putin disse che questo avrebbe fortemente colpito le relazioni bilaterali tra i due paesi riportandoli all'epoca della Guerra Fredda.

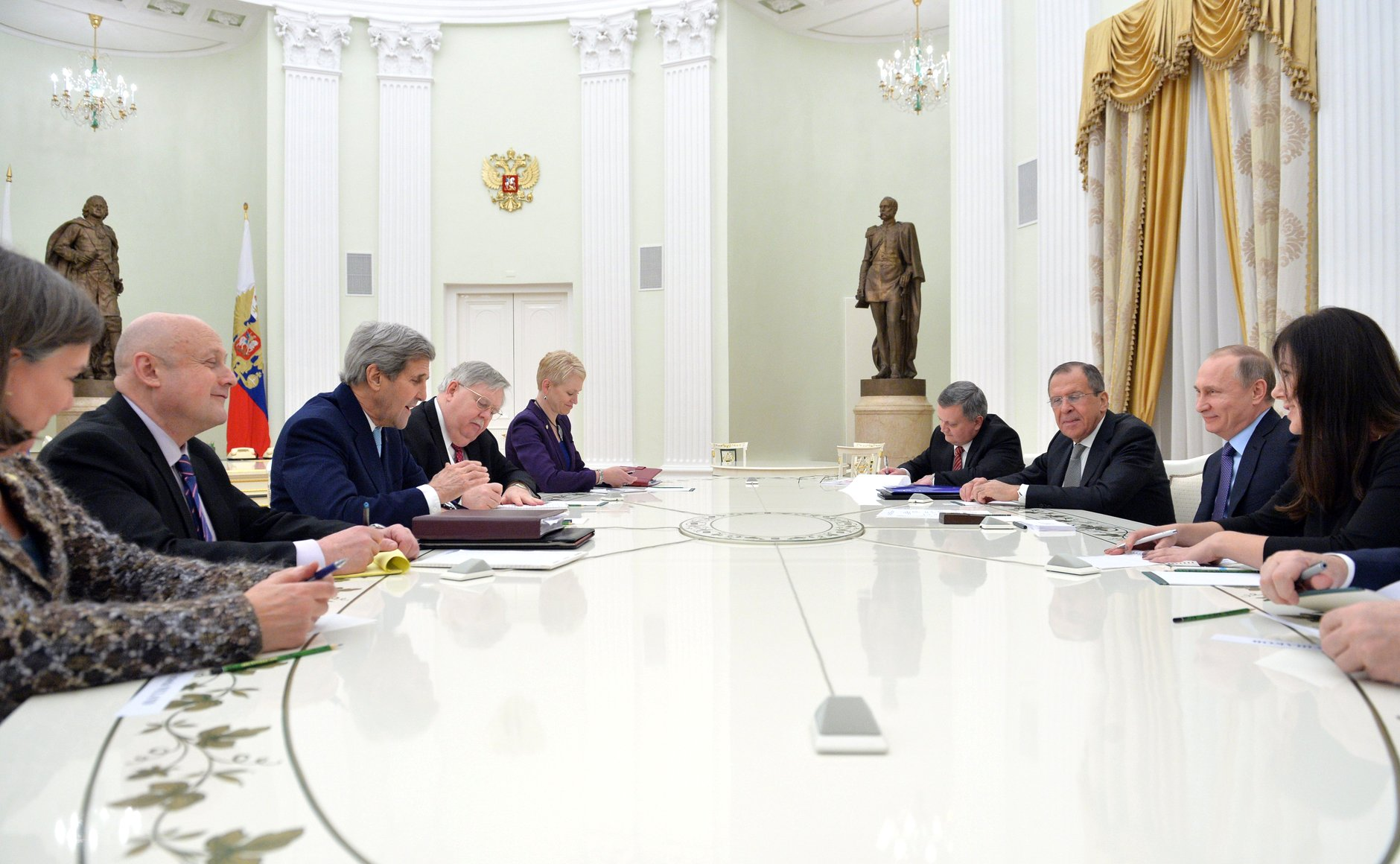
Putin si incontra coi segretari di stato John Kerry, Victoria Nuland e John F. Tefft per discutere della questione dell'Ucraina e di altri importanti punti dell'agenda politica nel dicembre del 2015.

Dal marzo del 2014 al 2016, sei sanzioni vennero imposte dagli Stati Uniti e dall'Unione europea alla Russia. La Russia rispose alle sanzioni bandendo l'importazione di alcuni beni da alcuni stati che avevano contribuito all'imposizione delle sanzioni contro di essa.
La fine del 2014 vide il passaggio negli Stati Uniti del Ukraine Freedom Support Act of 2014, che mirava a impedire alla Russia di accedere a finanziamenti del mondo occidentale per 350.000.000 di dollari.
Per questi fatti relativi all'Ucraina, si disse che le relazioni tra Russia e Stati Uniti erano tornate come all'epoca della Guerra Fredda.

#### Intervento militare russo nella guerra civile siriana (dal 30 settembre 2015)

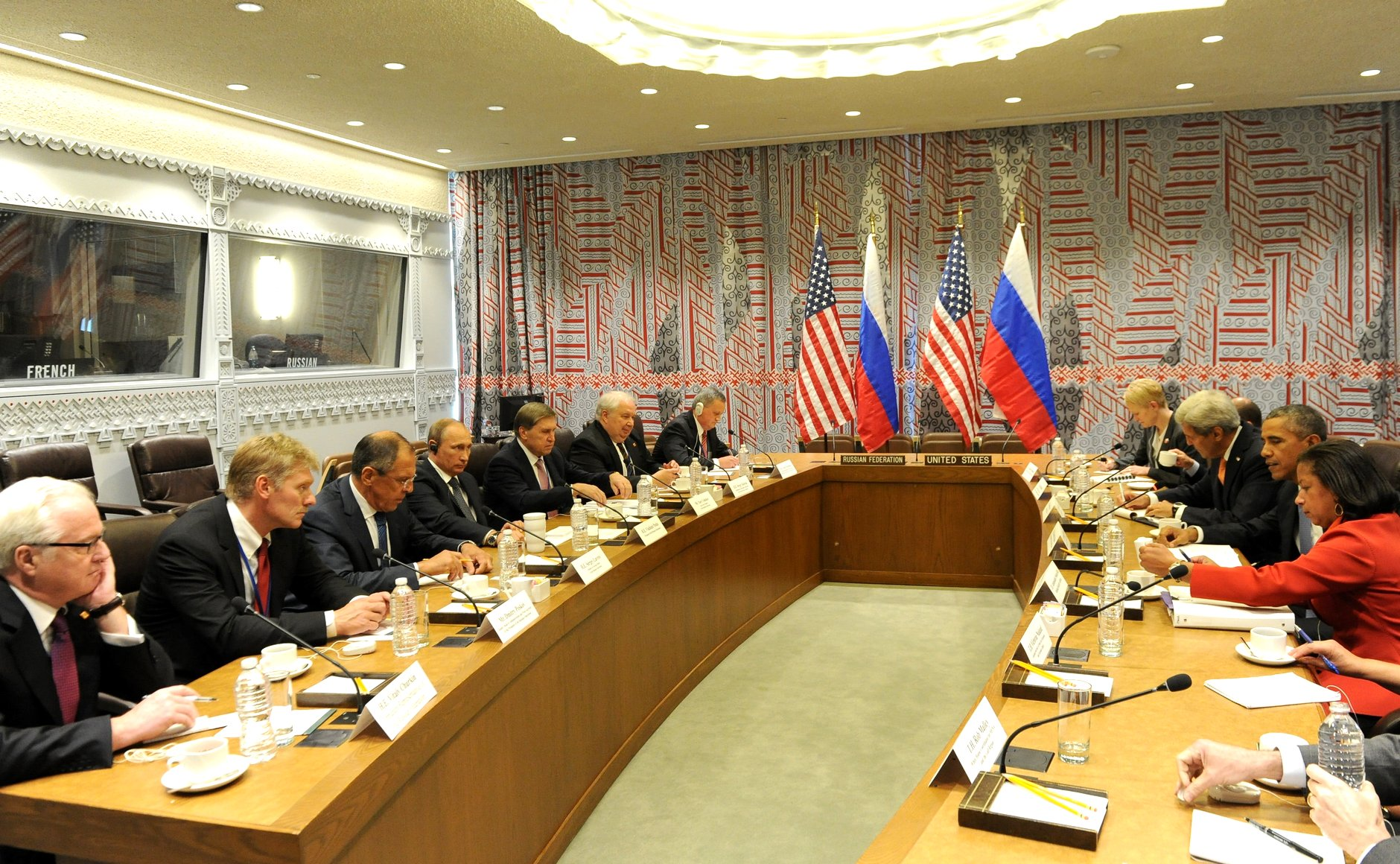
Barack Obama incontra Vladimir Putin per discutere della questione della Siria, 29 settembre 2015.

Poco dopo l'inizio della guerra civile siriana nella primavera del 2011, gli Stati Uniti imposero delle sanzioni al governo siriano chiedendo anche le dimissioni del presidente Bashar al-Assad; nel frattempo la Russia, da tempo alleata della Siria, continuò a sostenere il governo siriano contro i ribelli.
Il 30 settembre 2015, la Russia diede inizio ad una campagna militare aerea in Siria schierandosi dalla parte del presidente Bashar al-Assad e del suo governo. Secondo il ministro degli esteri russo Sergej Lavrov in un suo discorso di metà ottobre del 2015, la Russia aveva invitato gli Stati Uniti a coordinare i propri sforzi militari con la Russia, l'Iran, l'Iraq e la Siria ma ne aveva ricevuto una risposta "non costruttiva"; Putin propose quindi di discutere della questione con la delegazione statunitense giunta a Mosca, ma anche questa discussione venne rifiutata.
All'inizio di ottobre del 2015, il presidente Obama disse che la Russia stava conducendo una sua campagna militare in Siria e che questa si era rivelata "un disastro". Il segretario per la difesa americano, Ashton Carter, ed altri alti ufficiali statunitensi dissero che la campagna russa era essenzialmente volta a promuovere Assad, presidente che gli Stati Uniti avevano più volte invitato a lasciare il potere.
Dopo tre settimane di campagna in Siria, il 20 ottobre 2015, il presidente russo Vladimir Putin incontrò Bashar Assad a Mosca per discutere di una campagna militare congiunta e del futuro politico della Siria, secondo quanto riportato dal Cremlino. L'incontro provocò una dura reazione da parte della Casa Bianca.
La tensione salì a tal punto che si parlò quasi di una possibile guerra tra Russia e Stati Uniti. Due tentativi di pace si tennero a Vienna tra l'ottobre ed il novembre del 2015, con la partecipazione dell'Iran, ma profondamente segnati sui disaccordi tra Stati Uniti e Russia sul futuro politico di Bashar Assad. Le discussioni di Vienna vennero seguite da un incontro bilaterale tra Obama e Putin in occasione del G20 in Turchia dove si parlò del raggiungimento di alcuni obbiettivi comuni.

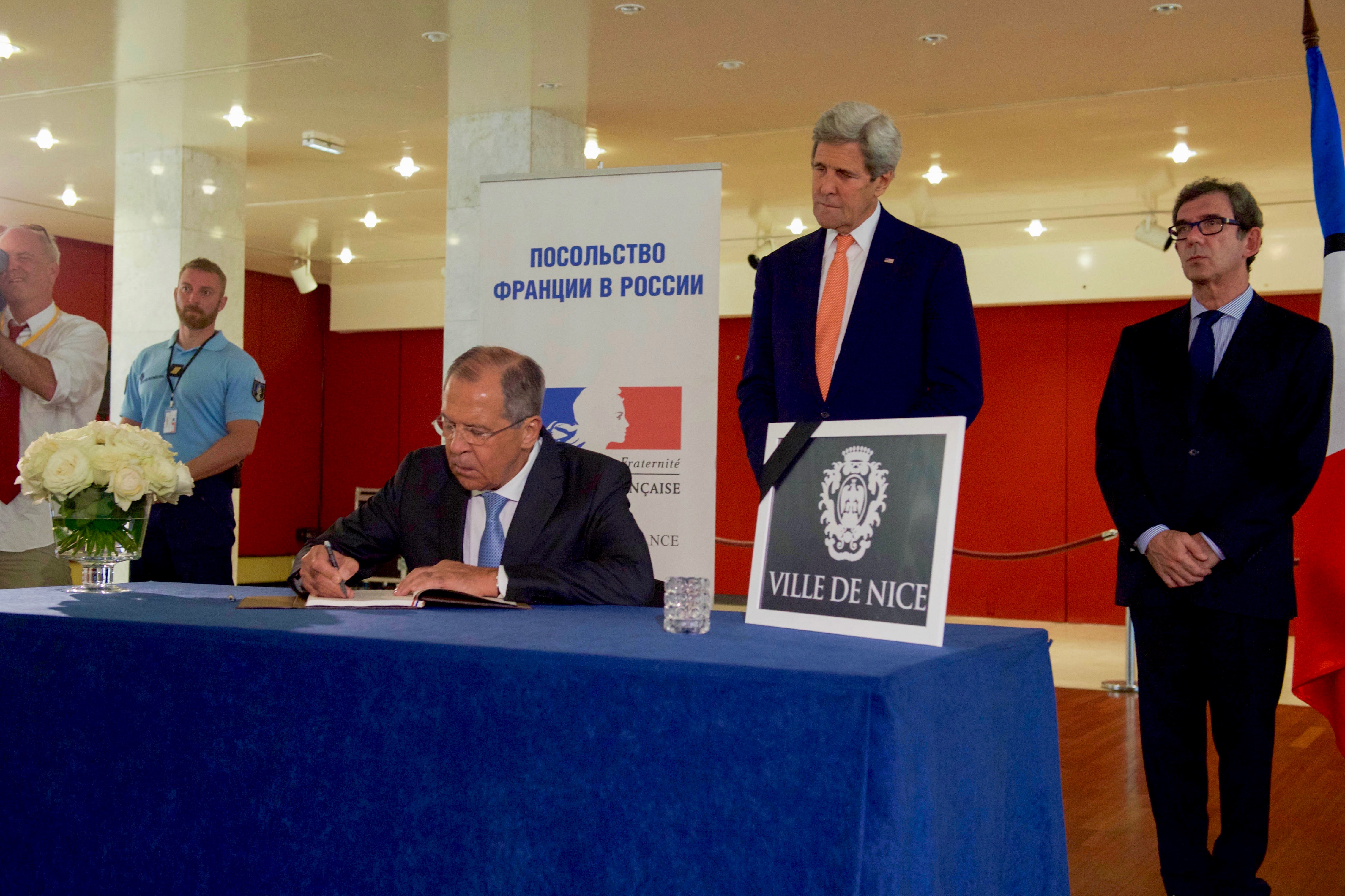
John Kerry e Sergej Lavrov rendono omaggio all'ambasciata francese a Mosca dopo l'attacco terroristico di Nizza del 2016.

I negoziati bilaterali sulla questione siriana vennero sospesi unilateralmente dagli Stati Uniti il 3 ottobre 2016 quando truppe siriane e russe ripresero l'offensiva di Aleppo. Nel medesimo giorno Putin siglò un decreto che sospese l'accordo sulla gestione dei depositi di plutonio con gli Stati Uniti citando come motivazione le "continue minacce alla stabilità strategica" del paese. A metà ottobre del 2016, l'ambasciatore russo alle Nazioni Unite, Vitaly Churkin, riferendosi alla situazione internazionale, disse che le tensioni con gli Stati Uniti erano "probabilmente le peggiori dal 1973" (in relazione alla guerra dello Yom Kippur). Dopo ulteriori discussioni sulla Siria a Losanna e Londra, i ministri degli esteri di Stati Uniti e Regno Unito decisero altre sanzioni a Russia e Siria se il "regime di Assad" non avesse fermato la propria campagna militare ad Aleppo.

#### Le elezioni presidenziali negli Stati Uniti nel 2016
Gli Stati Uniti giunsero in seguito ad accusare la Russia di aver interferito con cyberattacchi a siti americani e di aver così influenzato le elezioni presidenziali del 2016 e di aver discreditato il sistema politico statunitense. Le accuse vennero liquidate da Putin da subito, dicendo che l'idea che la Russia avesse sostenuto l'elezione di Donald Trump non era altro che un mito creato dalla sua avversaria politica nelle medesime elezioni politiche, Hillary Clinton. Le relazioni già tese tra Putin e Hillary Clinton vennero da subito evidenziate dalla stampa statunitense durante la campagna per le elezioni. Trump era effettivamente stato visto come un candidato ben gradito alla Russia per il ruolo di presidente negli Stati Uniti, come pure le FBI portarono alla luce dei legami tra l'ex manager della campagna elettorale di Trump, Paul Manafort e interessi in Russia. Secondo recenti rapporti del F.B.I. non vi sarebbe invece stata alcuna interferenza dei russi nell'elezione di Trump in America.

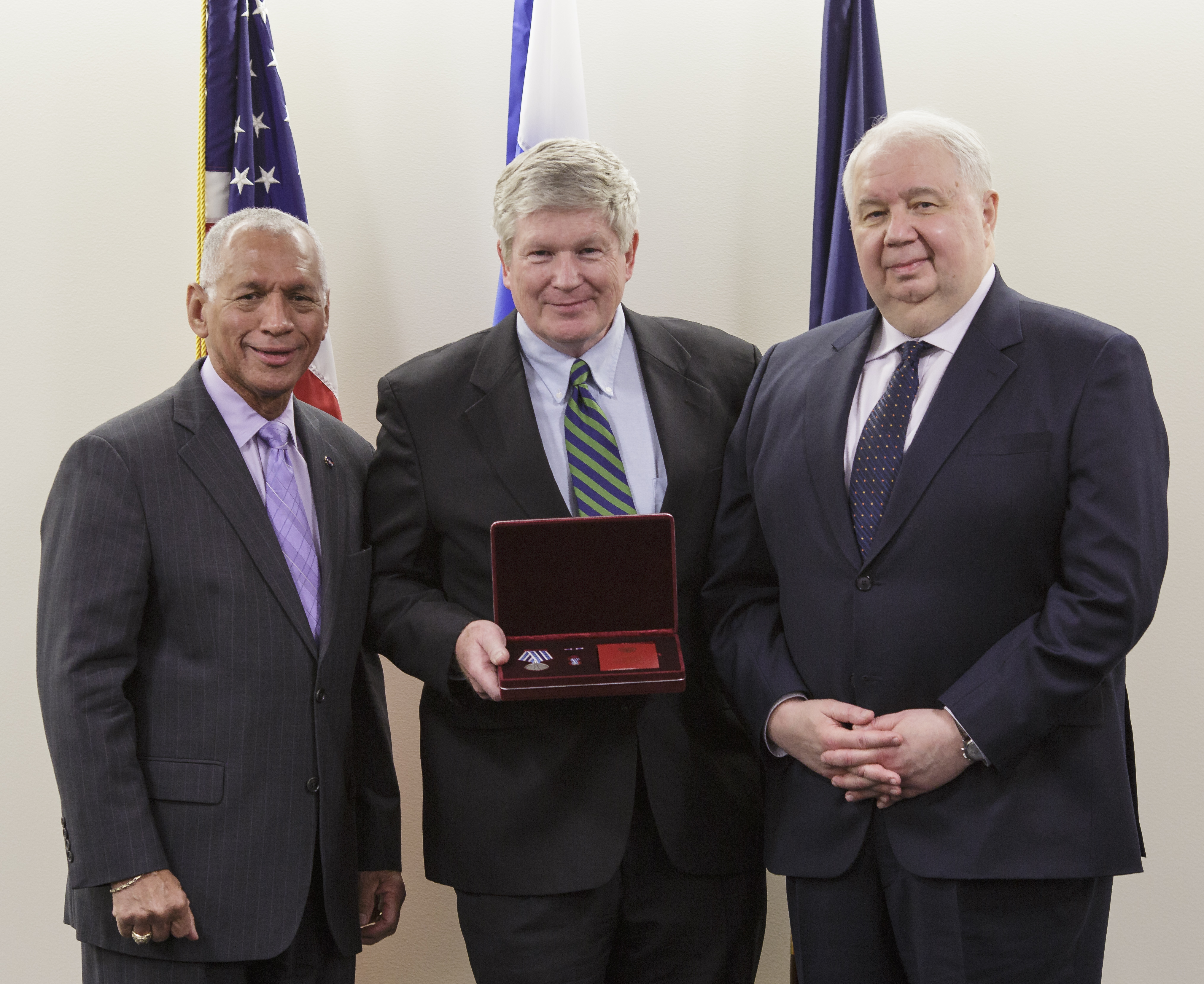
L'ambasciatore russo Sergej Kisljak, l'amministratore della NASA Charles Bolden e William Shepherd dopo la concessione a Shepherd della medaglia "al merito per l'esplorazione spaziale" da parte del governo russo, il 2 dicembre 2016.

### Il periodo tra le elezioni e l'inaugurazione presidenziale di Trump (8 novembre 2016 – 20 gennaio 2017)

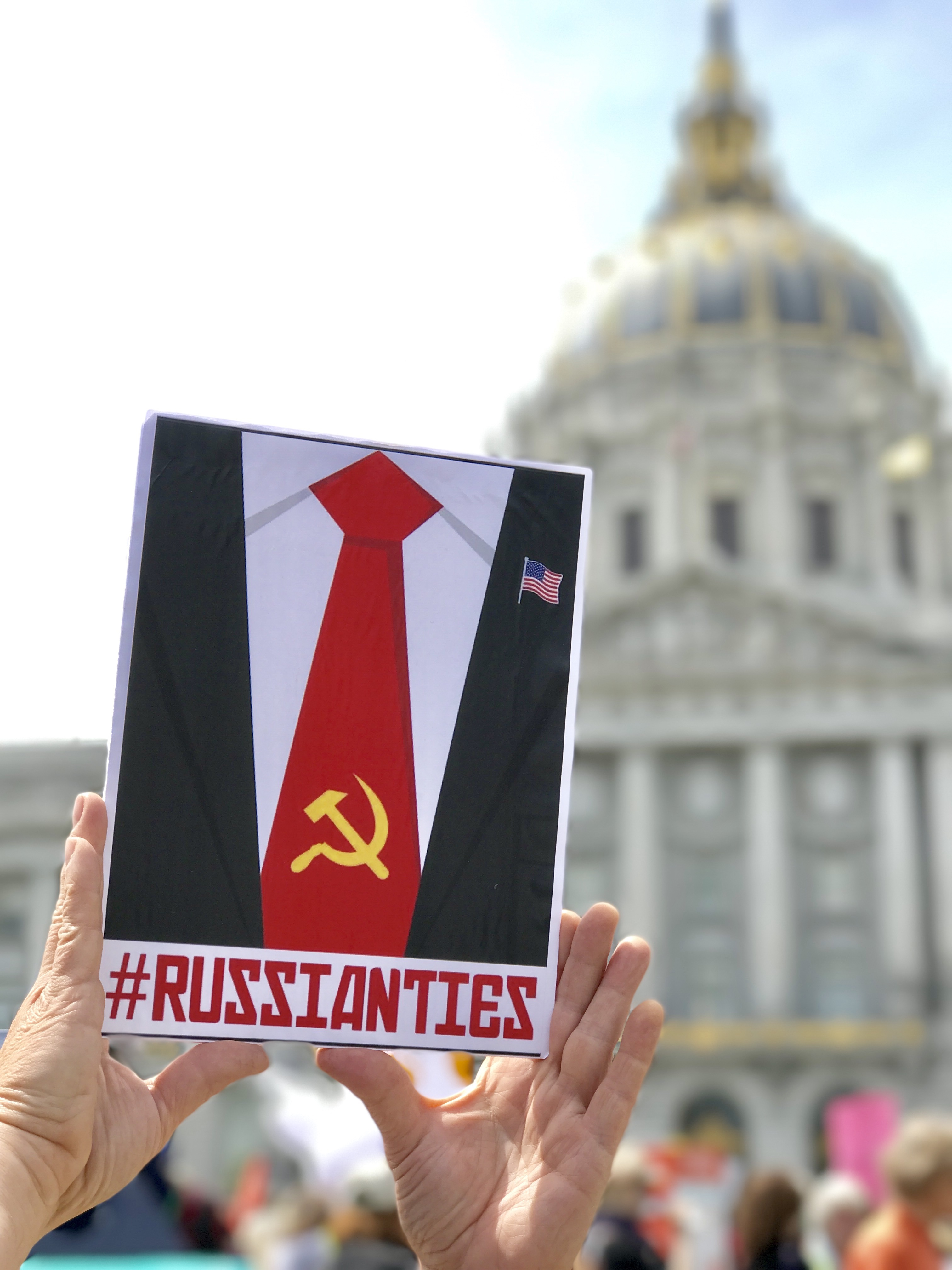
Poster anti-Trump a San Francisco, che associa Trump alla Russia, 15 aprile 2017.

A metà novembre del 2016, poco dopo l'elezione di Trump a presidente degli Stati Uniti, il Cremlino accusò l'amministrazione dell'ex presidente Obama di aver tentato di danneggiare le relazioni tra Russia e Stati Uniti e che ci si auspicava un miglioramento della situazione con l'amministrazione Trump da poco eletta.
Nel suo discorso al parlamento russo il 1º dicembre 2016, il presidente Putin disse relativamente alle relazioni bilaterali tra Russia e Stati Uniti: "Siamo pronti a cooperare con la nuova amministrazione americana. È importante normalizzare [le relazioni] ed iniziare a sviluppare veramente degli accordi bilaterali sulla base di eguali e mutui benefici. Gli sforzi congiunti di Russia e Stati Uniti nel risolvere problemi globali e locali sono nell'interesse dell'interno mondo".
All'inizio di dicembre del 2016, la Casa Bianca disse che il presidente Obama aveva ordinato alle agenzie di intelligence di indagare su una possibile interferenza russa nella campagna elettorale del 2016; Eric Schultz, segretario alla stampa della Casa Bianca, negò tale fatto. Simultaneamente, la stampa americana pubblicò dei rapporti con nomi in particolare della CIA, secondo i quali la Russia avrebbe fatto di tutto nelle ultime fasi della campagna elettorale per promuovere Trump a scapito della Clinton. Il presidente eletto Donald Trump rigettò le accuse come "ridicole".
A metà dicembre del 2016, Hillary Clinton disse che Putin aveva manifestato un particolare astio nei suoi confronti per la sua critica alle elezioni del 2011 e l'opinione russa che ella fosse la manovratrice dietro le proteste anti-Putin in Russia esplose nel dicembre del 2011. La Clinto attribuì almeno parzialmente la propria sconfitta alle trame ordite da Putin.
Sempre a metà dicembre, il presidente Obama rese noto pubblicamente dei cyberattacchi perpetrati dalla Russia contro gli Stati Uniti durante le elezioni presidenziali statunitensi, per "lanciare un chiaro messaggio alla Russia" sia come punizione sia come deterrente.
Alla fine del 2016, il presidente eletto Donald Trump pregò Putin di non espellere i diplomatici statunitensi in risposta all'espulsione operata da Washington di 35 diplomatici russi per lo scandalo dell'interferenza.
Il 6 gennaio 2017, l'Office of the Director of National Intelligence (ODNI), disse che Putin aveva personalmente ordinato di "influenzare la campagna" per evitare il trionfo della Clinton e minare così "la pubblica fede nel processo democratico degli Stati Uniti".7

### Dall'inaugurazione della presidenza Trump ad oggi (20 gennaio 2017–oggi)

#### 2017

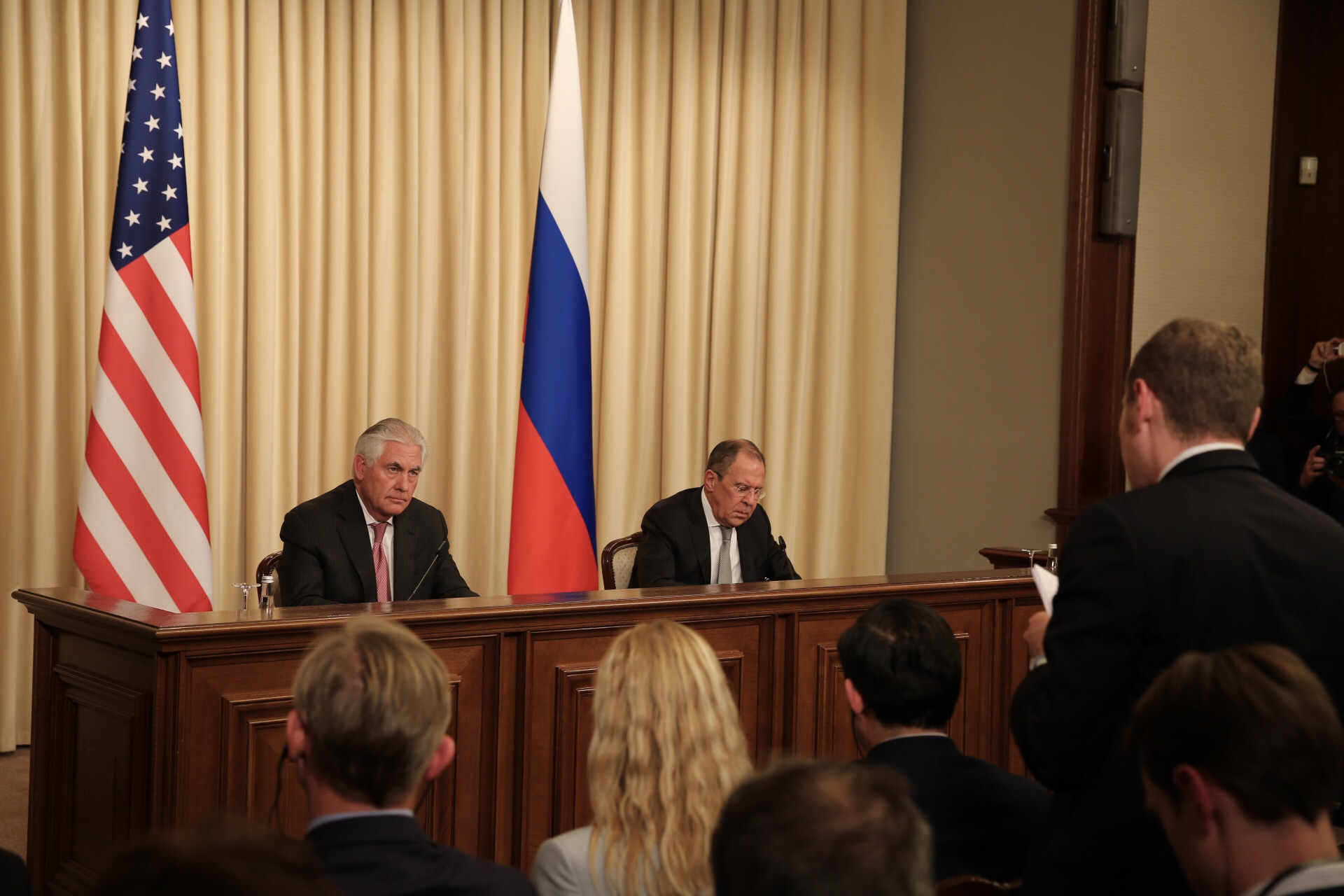
Il segretario di stato Rex Tillerson col ministro degli esteri russo Sergej Lavrov a Mosca il 12 aprile 2017.

Una settimana dopo l'inaugurazione presidenziale di Trump il 20 gennaio 2017, il presidente statunitense ebbe una conversazione telefonica di cinquanta minuti col presidente russo Vladimir Putin col quale auspicò di migliorare vicendevolmente le relazioni; i presidenti si accordarono per un futuro faccia a faccia.
All'inizio di marzo del 2017, l'esercito statunitense per la prima volta accusò pubblicamente la Russia di aver dispiegato dei propri missili cruise (SSC-8) in chiara violazione dello "spirito e degli intenti" dell'accordo raggiunto tra le due potenze nel 1987, per porre una minaccia alla NATO.
Il 25 marzo 2017, gli Stati Uniti imposero nuove sanzioni contro otto compagnie russe connesse all'Iran, North Korea, Syria Nonproliferation Act (INKSNA).
L'attacco missilistico siriano alla base aerea di Shayrat condotto dagli Stati Uniti il 7 aprile 2017 in risposta all'attacco chimico di Khan Shaykhun, venne condannato dalla Russia come un "atto di aggressione" che sostanzialmente riportò sul piede di guerra le relazioni tra Russia e Stati Uniti. Il primo ministro russo Dmitrij Medvedev disse che l'attacco pose gli Stati Uniti sull'orlo della guerra con la Russia. Sia Donald Trump in aprile che il governo russo a maggio definirono le reciproche relazioni come fredde e senza progressi; all'inizio di giugno, Vladimir Putin disse che le relazioni erano tornate ai livelli del periodo della Guerra Fredda. A metà di giugno del 2017, il ministero degli esteri russo confermò che, per la prima volta nella storia delle relazioni diplomatiche tra i due paesi, la Russia non aveva ricevuto i consueti auguri per la festa nazionale russa celebrata il 12 giugno.

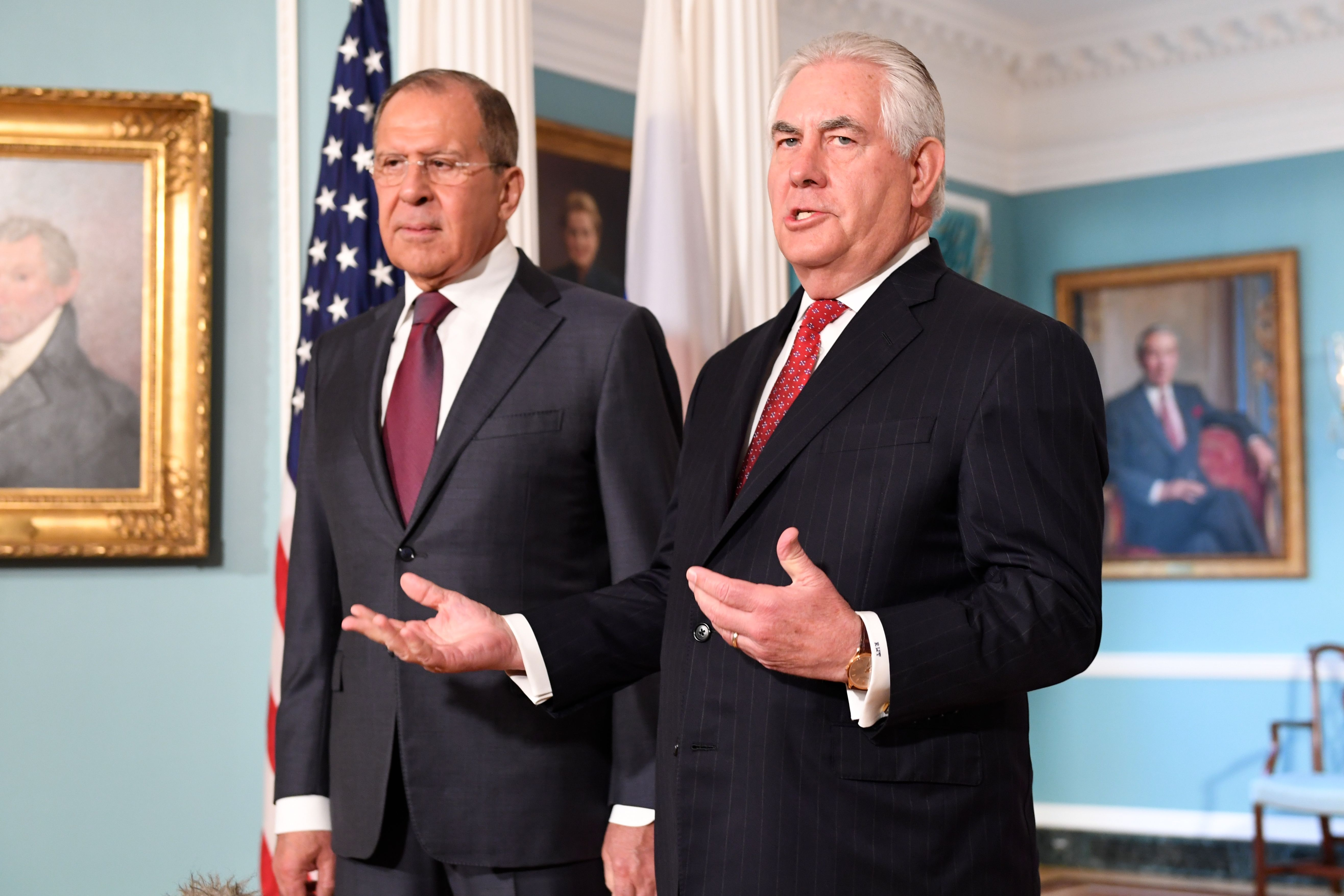
Il segretario di stato statunitense Rex Tillerson ed il ministro degli esteri russo Sergej Lavrov a Washington, D.C., 10 maggio 2017.

Nell'aprile del 2017, l'amministrazione Trump negò all'azienda ExxonMobil il permesso per riprendere le escavazioni di petrolio in Russia. Nel luglio di quello stesso anno, la stessa ExxonMobil venne citata in causa al governo statunitense perché riconosciuta colpevole di aver violato le sanzioni imposte alla Russia.
Il 10 maggio 2017, Trump annunciò un incontro nell'Oval Office col ministro degli esteri russo Sergej Lavrov e l'ambasciatore russo negli Stati Uniti, Sergej Kisljak. Durante l'incontro pare che Trump abbia rivelato dei particolari dettagli che lasciarono intendere le fonti da cui queste fossero pervenute. Per quanto queste confidenze non fossero illegali, vennero criticate in quanto possibilmente dannose per le fonti stesse.
Il 6 luglio 2017, nel corso di un discorso tenuto a Varsavia, in Polonia, Trump chiese alla Russia di cessare il proprio supporto ai "regimi ostili" di Siria e Iran. Già dal giorno successivo si segnalarono segni positivi da entrambi i paesi, Trump incontrò Putin al G20 tenutosi ad Amburgo in un incontro definito "un onorevole".
Dalla metà di luglio scoppiò un nuovo caso dovuto al numero di impiegati presenti nelle ambascerie. Il ministero degli esteri russo, infatti, notò come gli impiegati americani nelle ambascerie in Russia eccedessero del numero massimo previsto per gli addetti d'ambasciata e chiese per questo una riduzione equiparandone i valori ai diplomatici russi presenti sul suolo americano. Tale decisione fu probabilmente una risposta alle polemiche ancora presenti relative alle sanzioni economiche imposte dagli Stati Uniti alla Russia sin dall'amministrazione Obama ed ancora in essere. Trump accettò a sorpresa la proposta ed il 2 agosto anche il primo ministro russo Dmitrij Medvedev siglò il concordato dicendo questo avrebbe migliorato le relazioni tra i due paesi. Malgrado ciò il presidente americano criticò la proposta come non in linea con i principi costituzionali.
Seguirono quindi delle ispezioni all'ambasceria ed al consolato di San Francisco e New York da parte delle autorità americane. Il ministero degli esteri russo disse che quell'ispezione era da considerarsi "illegale" e un'"azione aggressiva senza precedenti".
Nel novembre del 2017 Trump e Putin presero parti entrambi all'incontro dell'Asia-Pacific Economic Cooperation tenutosi a Danang. Per quanto non ebbero incontri formali, i due presidenti parlarono a lungo informalmente durante l'evento.
Alla fine del 2017, le relazioni tra Trump e Putin erano significativamente migliorate rispetto al passato con una serie di passi avanti fatti nella stessa direzione dai due leader.

#### 2018

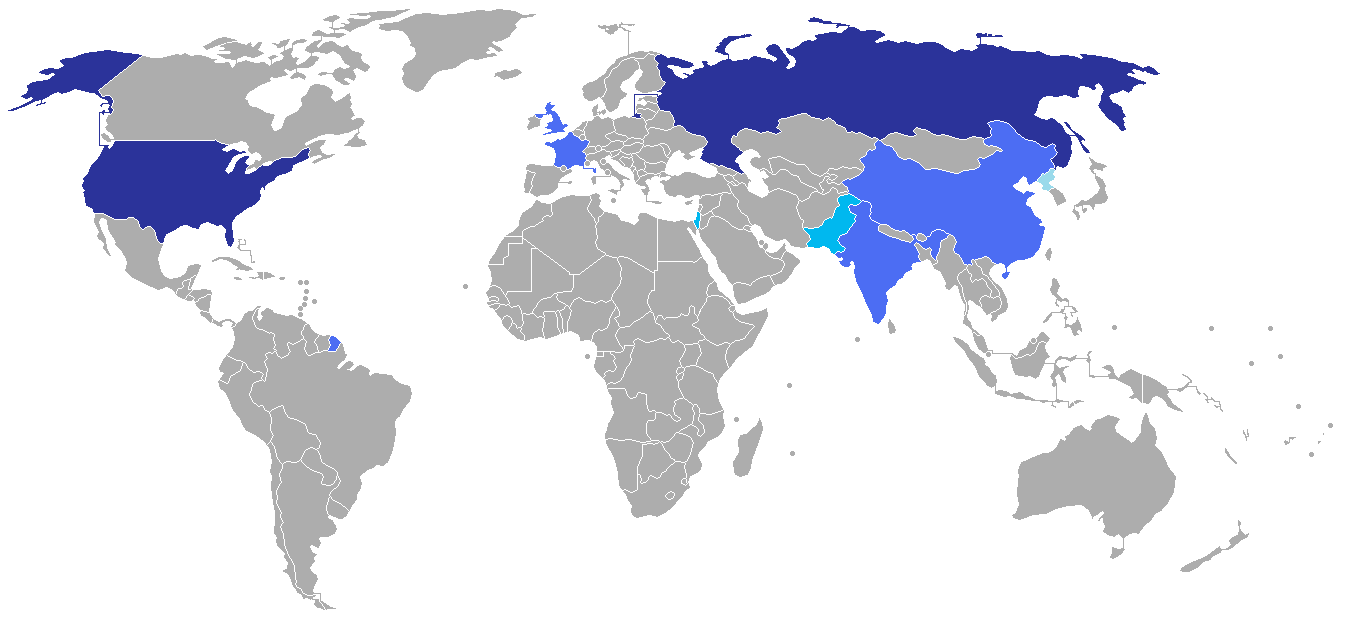
Testate missilistiche nucleari a lungo raggio (blu scuro) e testate a corto raggio (azzurro) nel mondo.

Un'inusuale visita a Washington sul finire di gennaio del 2018 dei direttori delle tre principali agenzie di intelligence e sicurezza russe (la FSB, la SVR e la GRU), due delle quali colpite dalle sanzioni americane alla Russia, fu un evento singolare e portò all'opzione americana di non imporre da subito nuove sanzioni alla Russia come delineato dal Countering America's Adversaries Through Sanctions Act.
Il colpo d'artiglieria statunitense su una base pro-governativa in Siria il 7 febbraio 2018, venne bollato dai media come "il primo scontro mortale tra cittadini russi e statunitensi dalla Guerra Fredda" e "un episodio che minaccia profonde tensioni con Mosca".
Il 1 marzo 2018, alcuni giorni prima delle elezioni presidenziali, Putin parlò contro l’amministrazione Trump, dicendo che era stata male informata e che la “Russia aveva avviato un programma di sviluppo missilistico da un decennio in piena violazione degli obblighi del trattato" ma che in quel momento ogni operazione era stata bloccata. Il segretario della difesa statunitense James Mattis rimarcò che i sistemi di cui parlava Putin fossero ad ogni modo secondari senza rappresentare uno sbilanciamento sugli armamenti internazionali. Trump contribuì ad inasprire la tensione replicando alle dichiarazioni di Putin: “Se volete avere un’arma di distruzione di massa, anche noi possiamo farla, ma vinceremo
Il 26 marzo 2018, a seguito delle raccomandazioni del Consiglio di Sicurezza degli Stati Uniti, per dimostrare il sostegno statunitense alla posizione inglese sull’avvelenamento di Sergej e Julija Skripal, il presidente Donald Trump ordinò l’espulsione di sessanta diplomatici russi e la chiusura del consolato russo a Seattle. Il ministro degli esteri russo Sergei Lavrov rispose con il simultaneo richiamo in patria di 140 diplomatici russi da 25 paesi accusando il governo degli Stati Uniti di star ricattando le altre nazioni.

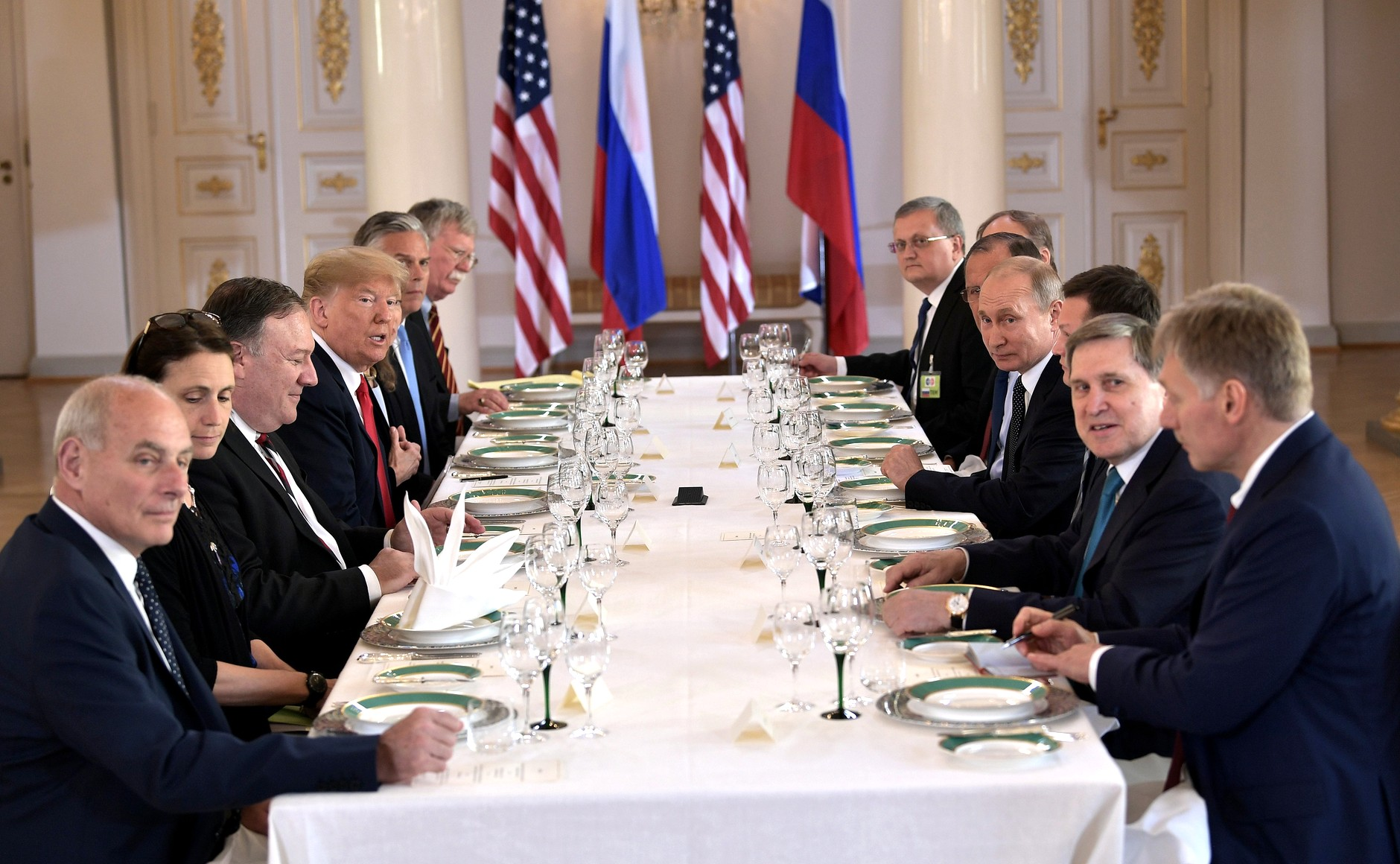
Trattative tra la delegazione statunitense guidata da Trump e quella russa guidata da Putin al summit di Helsinki del 16 luglio 2018.

Nell’aprile del 2018, le relazioni russo-statunitensi peggiorarono ancora per via dell’attacco missilistico contro la Siria che andò a colpire la città di Douma per un sospetto attacco chimico il 7 aprile. Le due potenze si scontrarono diplomaticamente, con gli ufficiali russi che minacciarono di colpire obbiettivi statunitensi se gli eventi in Siria si fossero spinti oltre. Alla fine di maggio, in un'intervista a RT, il presidente siriano Bashar al-Assad dichiarò che l’attacco che aveva colpito Douma era stato diretto dagli Stati Uniti.
L’8 giugno 2018, Trump chiese per distendere gli animi che la Russia venisse riammessa al G7 dal quale era stata espulsa dopo l’annessione della Crimea nel 2014.
Le dichiarazioni di Trump al suo incontro con Putin ad Helsinki il 16 luglio 2018, gli portarono le critiche dei membri del partito democratico statunitense e di diversi ufficiali dell’intelligence statunitense oltre che di alcuni membri del suo stesso partito per essere apparso schierato a favore di Putin. Il senatore repubblicano John McCain definì la conferenza stampa "una delle esibizioni più vergognose da parte di un presidente americano a memoria d’uomo." Secondo la stampa americana nelle due ore di incontro, Trump diede un’immagine di sé “debole”.

#### 2019
Gli affari relativi al collegamento al gasdotto Nord Stream 2 dalla Russia alla Germania vennero sanzionati degli Stati Uniti, i quali cercavano disperatamente di vendere più gas liquido agli stati europei da tempo. Il ministro delle finanze tedesco Olaf Scholz disse che le sanzioni imposte erano "un duro intervento negli affari interni di Germania ed Europa”, mentre il portavoce dell’Unione europea criticò "l’imposizione di sanzioni contro delle compagnie dell’Unione europea che stavano conducendo affari legittimi." Anche il ministro degli esteri russo Sergej Lavrov criticò le sanzioni, dicendo che il Congresso degli Stati Uniti aveva “letteralmente esagerato col proprio desiderio di fare ogni cosa per distruggere” le relazioni tra stati Uniti e Russia.

#### 2020
Nel giugno del 2020 il New York Times riportò, citando fonti non precisate, che la Russia avrebbe supervisionato un programma di cacciatori di taglie legati ai militanti talebani per uccidere i membri dei servizi segreti stranieri, tra cui gli americani, in Afghanistan, dal 2019. Questo programma avrebbe portato alla morte di “diversi” soldati americani, ma i responsabili del Pentagono hanno dichiarato che queste fonti non sono chiare. Sia i rappresentanti dei talebani sia il governo russo hanno negato l’esistenza di questo programma. Il presidente Donald Trump ha convocato quindi i rappresentanti dell’Intelligence Americana e il direttore della National Intelligence, John Ratcliffe, ha dichiarato di non aver ricevuto alcuna notizia in merito. Il segretario per la stampa della Casa Bianca, Kayleigh McEnany, rilasciò una dichiarazione simile.

## Operazioni di intelligence

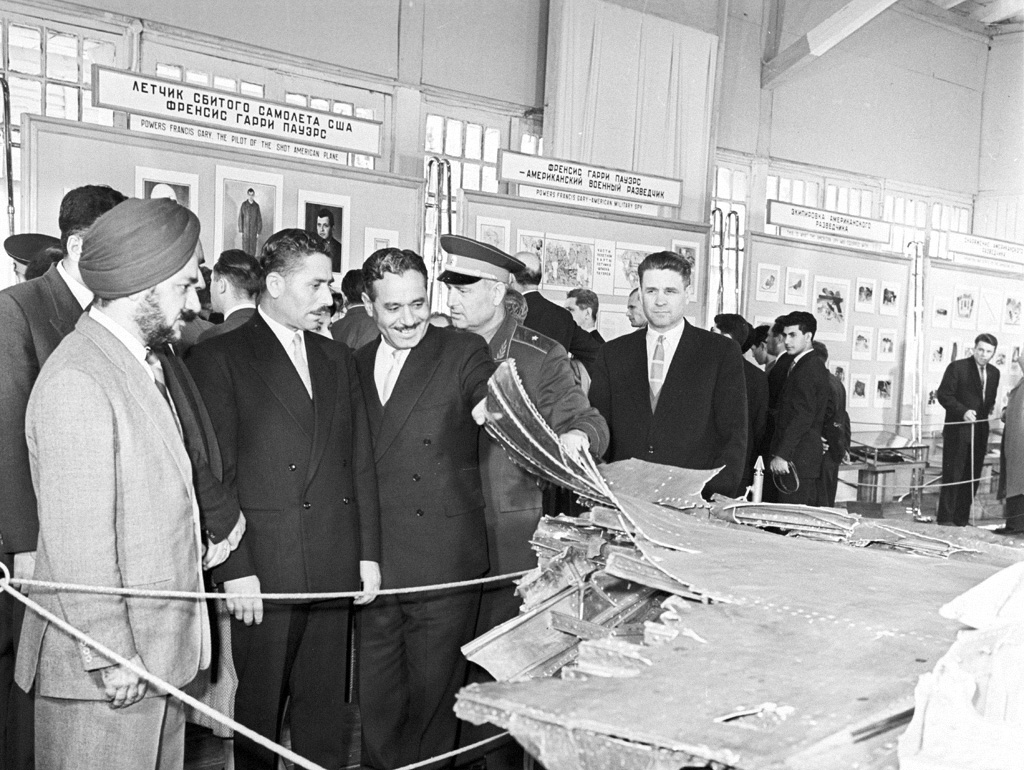
Attaches militari di ambasciate straniere visitano la mostra con i resti dell'aereo spia americano Lockheed U-2 abbattuto il 1º maggio 1960 presso Sverdlovsk (attuale Ekaterinburg).

Tra le due superpotenze di Stati Uniti e Russia è da sempre stato attivo un sistema di spionaggio e controspionaggio, sin dall'epoca dell'Unione Sovietica.
Nell'aprile del 2015, la CNN riportò che alcuni "hacker russi" si erano "introdotti in parti sensibili" del sistema operativo dei computer della Casa Bianca negli "ultimi mesi". Si disse che l'FBI, i Servizi Segreti e altri servizi di intelligence americani avessero definito gli attacchi come "tra i più sofisticati mai lanciati contro i sistemi governativi statunitensi".
Nel 2017 uno specialista di cybersicurezza che lavorava per il Federal Security Service venne arrestato dalle autorità russe in quanto sospettato di passare informazioni all'intelligence statunitense.
Nel giugno del 2019, la Russia disse che il proprio sistema di fornitura di energia elettrica era stato attaccato tramite cyberattacchi da parte degli Stati Uniti. Il New York Times riportò a sua volta che degli hacker americani dell'United States Cyber Command avevano effettivamente impiantato dei virus capaci di mandare in tilt il sistema di fornitura elettrica della Russia.

## Percezione reciproca della popolazione dei due paesi

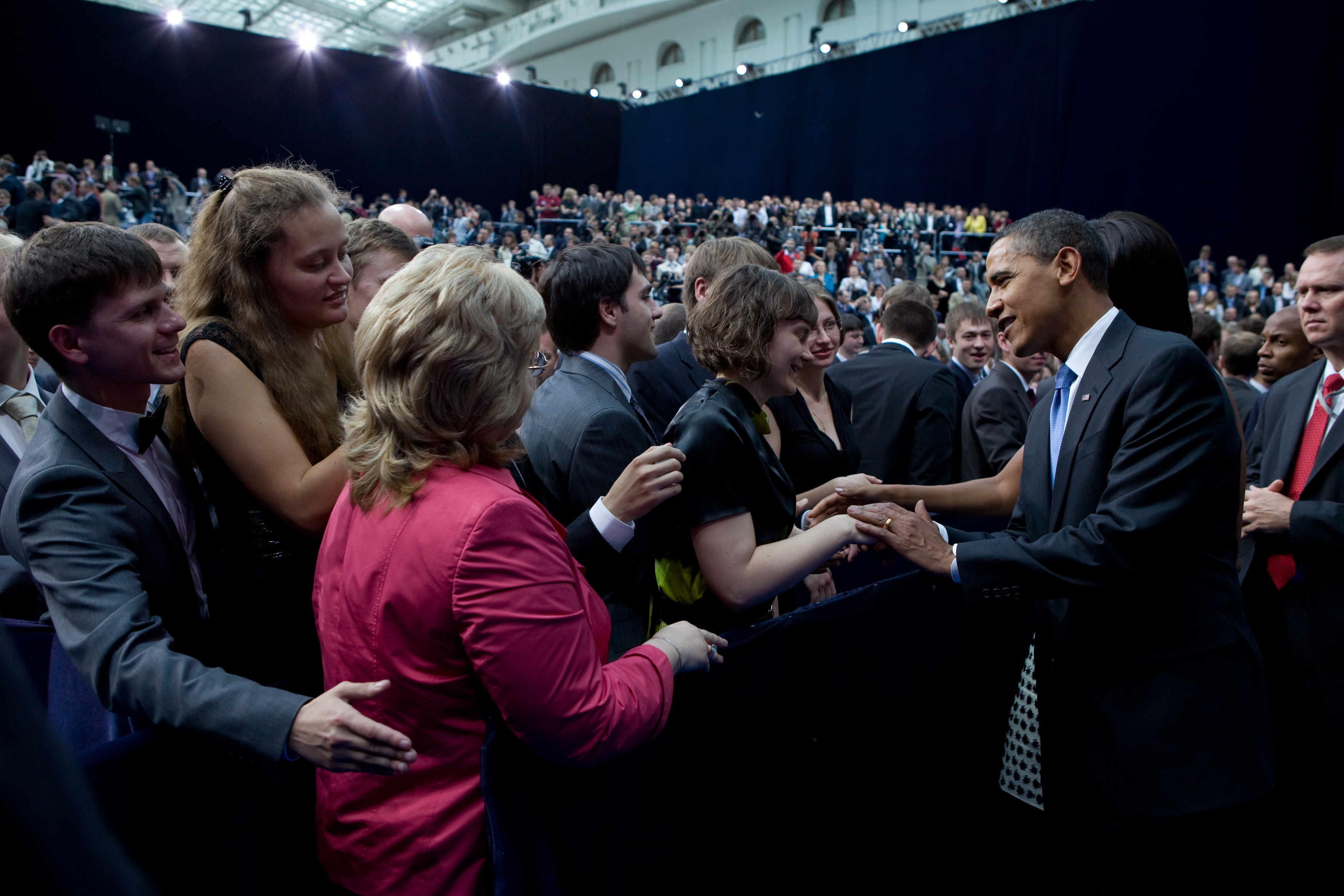
Il presidente Obama presenzia ad una cerimonia della New Economic School a Gostinny Dvor, Mosca, 7 luglio 2009

Un sondaggio dell'University of Maryland, College Park, pubblicato all'inizio di luglio del 2009, riscontrò come solo il 2% della popolazione russa poteva dirsi "profondamente favorevole" al presidente statunitense Barack Obama. I media russi hanno infatti criticato gli Stati Uniti nel corso degli anni per aver perseguito un programma missilistico in Europa, per aver favorito l'espansione della NATO e per aver supportato la Georgia nel suo conflitto armato con la Russia nel 2008.
Prima del 2014, i russi avevano espresso varie opinioni sulle relazioni tra Russia e Stati Uniti.
I media russi hanno infatti definito l'America in maniera varia, da indottrinatrice a nazionalistica, sia su un piano positivo che su un piano negativo, sia nei confronti dell'Europa che del mondo occidentale in generale. Nel 2013, il 51% dei russi aveva una visione favorevole degli Stati Uniti, in calo rispetto al 57% del 2010.
Un sondaggio condotto dall'indipendente Levada Center nel gennaio del 2015, ha mostrato come l'81% dei russi tendono ad avere una visione negativa degli Stati Uniti, un numero che secondo gli osservatori è stato tra i peggiori dal 1988 e ancor peggio dell'epoca stalinista. Si pensi che nel 1990 solo il 7% dei russi si era detto fortemente contrario agli Stati Uniti. La compagnia Gallup nel febbraio del 2015 ha mostrato la crescita di un significativo sentimento anti-russo anche negli Stati Uniti: la proporzione degli americani che consideravano la Russia una "critica minaccia militare" in soli dodici mesi era passato dal 32 al 49% e per la prima volta da anni, la Russia era volata in cima ai principali nemici esterni percepiti dalla popolazione americana, prima ancora della Corea del Nord, della Cina e dell'Iran, col 18% degli statunitensi che poneva la Russia addirittura come il "peggior nemico attuale degli Stati Uniti". Secondo un sondaggio del Pew Research Center condotto nel 2015, il 22% del pubblico statunitense aveva un'opinione favorevole nei confronti della Russia. Il dato scese al 19% nel 2014, mentre il dato più positivo (il 49%) si riscontrò tra il 2010 ed il 2011.
L'opinione pubblica degli statunitensi nei confronti della Russia è cambiata significativamente nel corso degli ultimi 25 anni. Una serie di sondaggi condotti dalla Gallup dal 1992 al 2017 hanno mostrato come nel 1992 il 62% degli americani fosse favorevole alla Russia, mentre il 29% ne aveva una visione negativa. Nel 2017, il 70% degli americani aveva una visione negativa della Russia, con un 28% di favorevoli.

## Galleria d'immagini

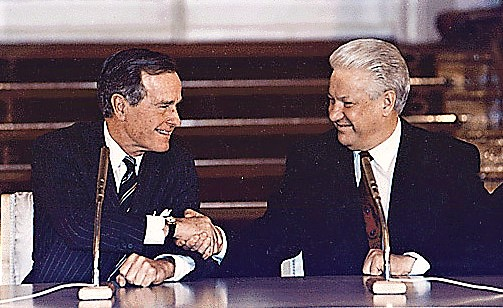
Il presidente statunitense George H. W. Bush col presidente russo Boris El'cin nel 1993.
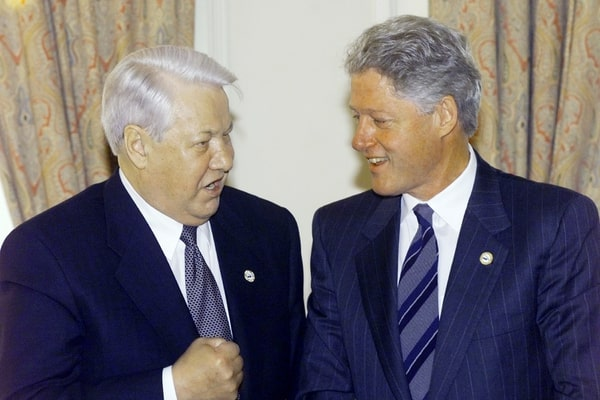
Il presidente statunitense Bill Clinton col presidente russo Boris El'cin nel 1999.
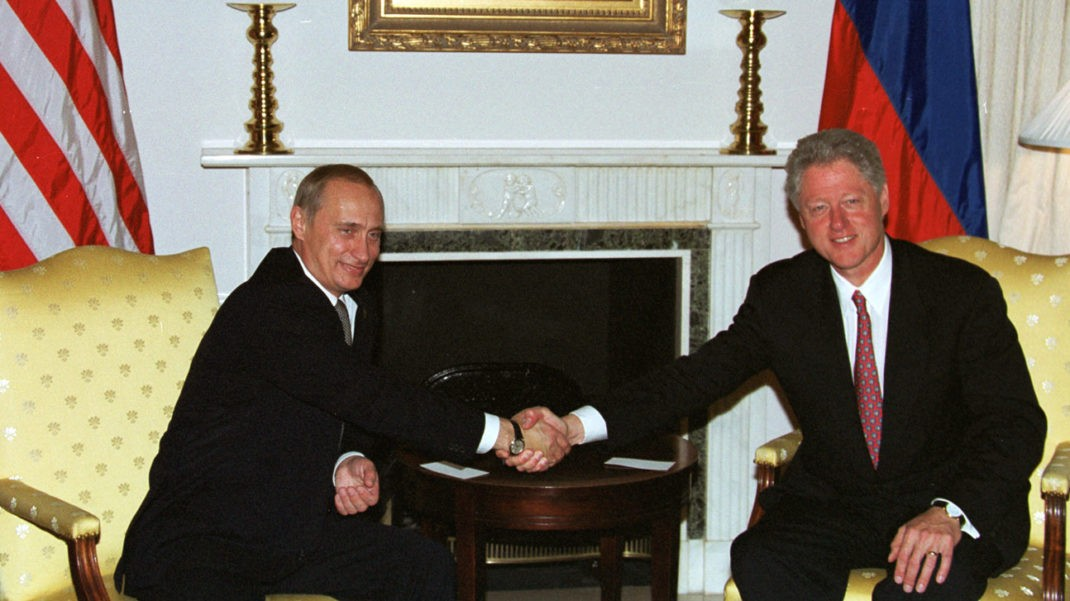
Il presidente statunitense Bill Clinton col presidente russo Vladimir Putin nel 2000.
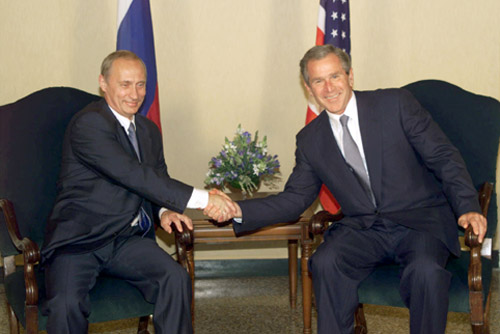
Il presidente statunitense George W. Bush col presidente russo Vladimir Putin nel 2001.
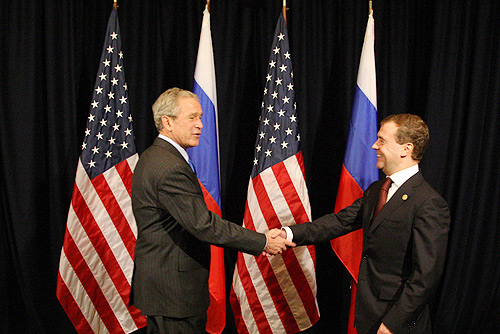
Il presidente statunitense George W. Bush col presidente russo Dmitrij Medvedev nel 2008.
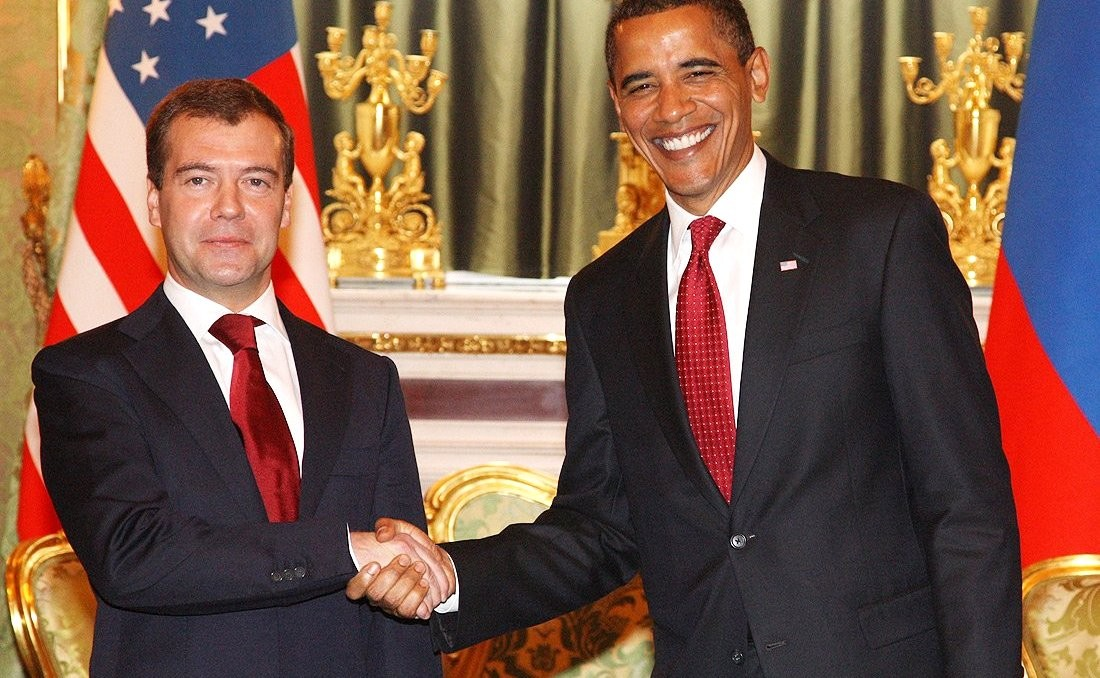
Il presidente statunitense Barack Obama col presidente russo Dmitrij Medvedev nel 2009.
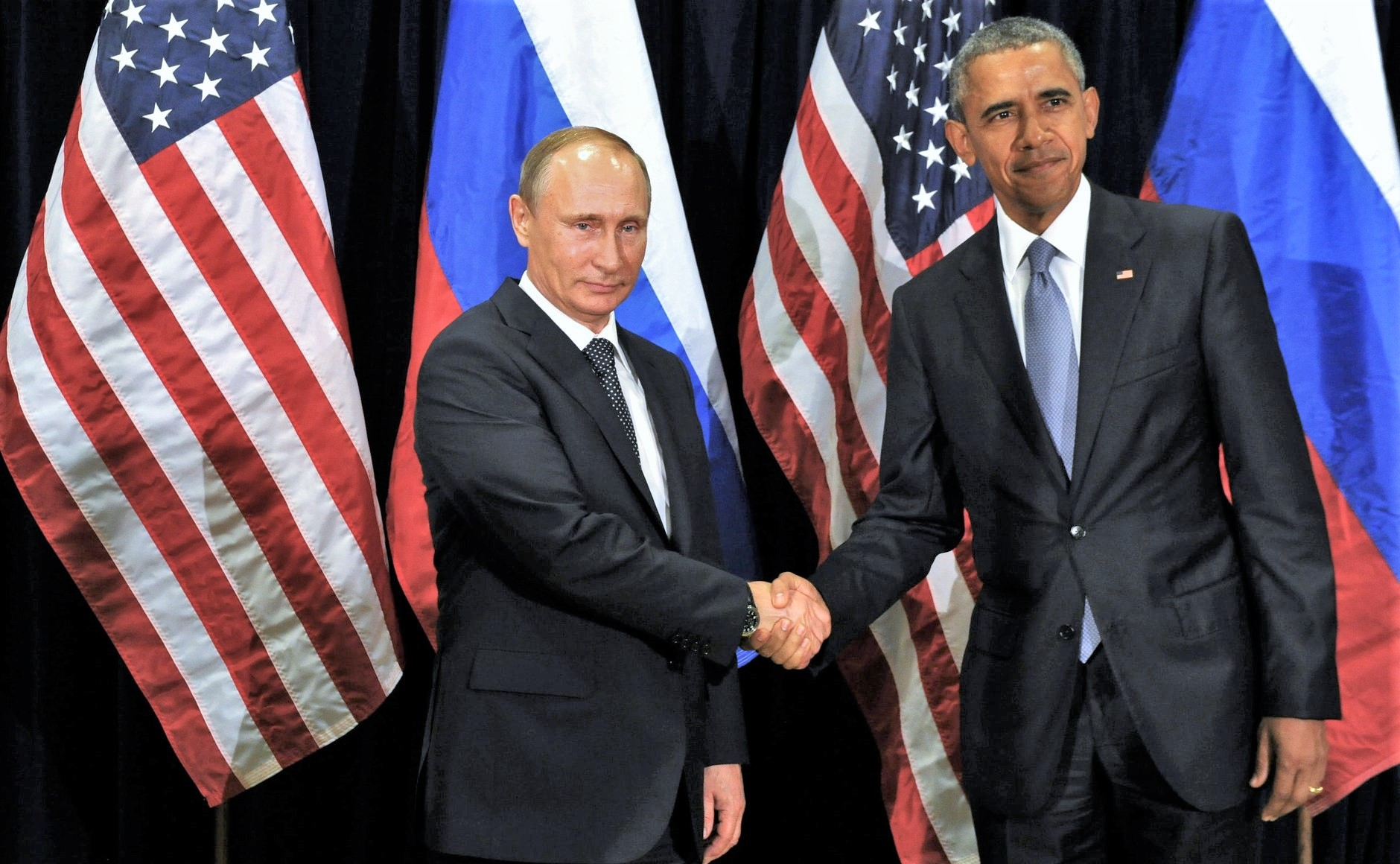
Il presidente statunitense Barack Obama col presidente russo Vladimir Putin nel 2015.
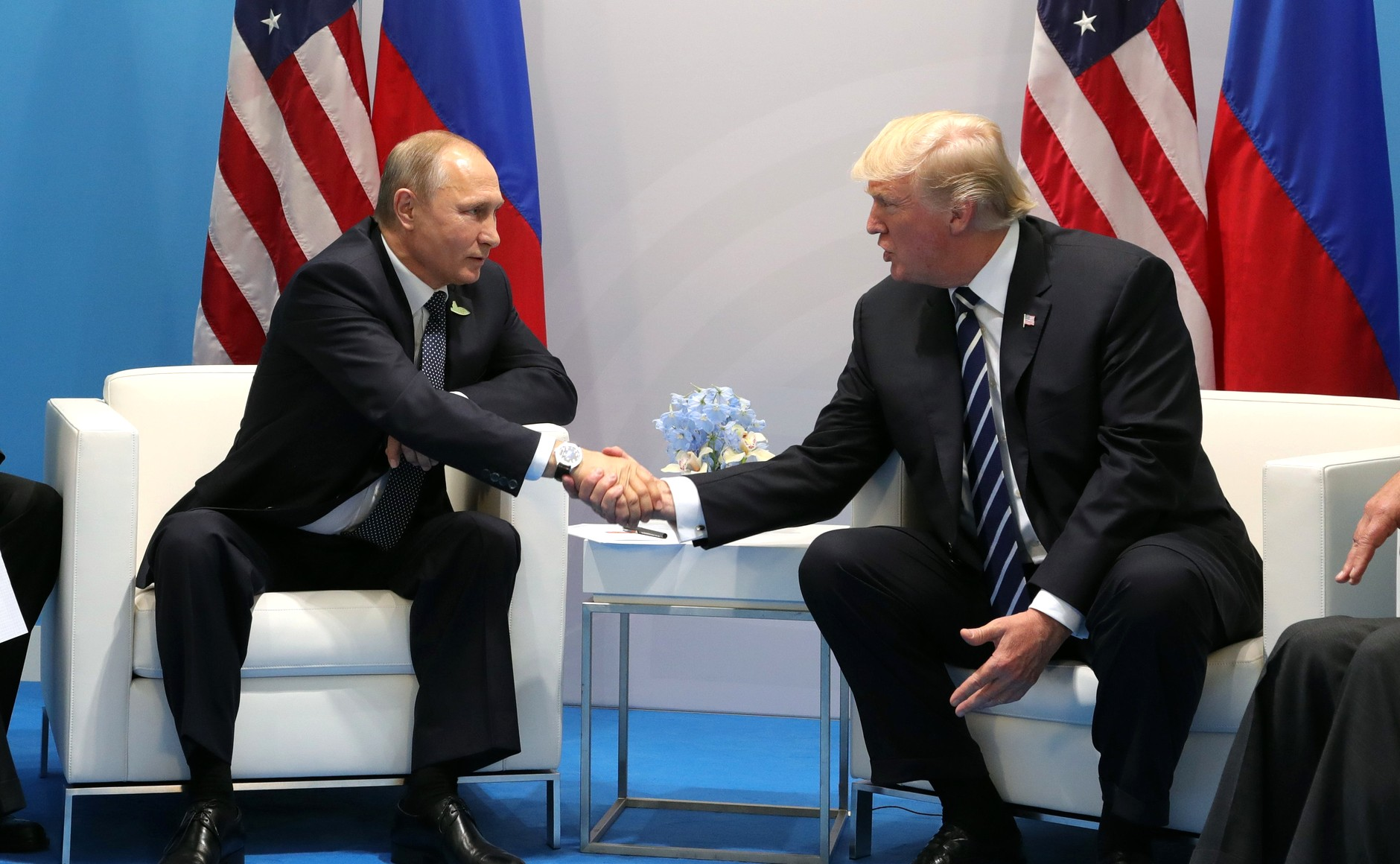
Il presidente statunitense Donald Trump e il presidente russo Vladimir Putin nel 2017.